# Élections du Conseil fédéral suisse de 2007
Vous lisez un « bon article » labellisé en 2021.
Les élections du Conseil fédéral suisse de 2007 sont un événement politique ayant lieu le 12 décembre 2007 à Berne.
Élu par les parlementaires de l'Assemblée fédérale, le Conseil fédéral suisse est le gouvernement du pays. Il fonctionne sur une base collégiale et sa composition repose sur une formule dite « magique ». La Constitution fédérale prévoit que le Conseil soit réélu dans sa totalité à la suite des élections fédérales, en l'occurrence celle d'octobre 2007.
Tous les conseillers fédéraux sortants se présentent à leur réélection. Des appels sont lancés pour ne pas réélire certains d'entre eux, comme Samuel Schmid (UDC), Pascal Couchepin (PRD) et Moritz Leuenberger (PS), en raison de leur ancienneté au sein du collège gouvernemental. Christoph Blocher (UDC), décrié pour son style et ton politiques peu collégiaux, fait face à un candidat proposé par les Verts, Luc Recordon, mais celui-ci n'a que peu de chances d'être élu.
La chancelière de la Confédération Corina Casanova est élue sans difficulté pour remplacer Annemarie Huber-Hotz. Du côté des conseillers sortants, tous sont réélus au premier tour de scrutin à l'exception de Christoph Blocher. Un plan organisé par des personnalités dirigeantes du Parti socialiste, du Parti démocrate-chrétien et des Verts permet à la Grisonne Eveline Widmer-Schlumpf de prendre la place du Zurichois. L'Union démocratique du centre n'accepte pas le remplacement du tribun du parti et prononce l'exclusion d'Eveline Widmer-Schlumpf et de Samuel Schmid du groupe parlementaire. Ces derniers fondent alors le Parti bourgeois-démocratique, redéfinissant pour quelques années la composition de la formule magique.
Largement débattues dans les médias suisses, ces élections font l'objet de deux livres, dont un de politique-fiction, ainsi que d'un reportage produit par Schweizer Fernsehen.

## Généralités

### Élection du Conseil fédéral

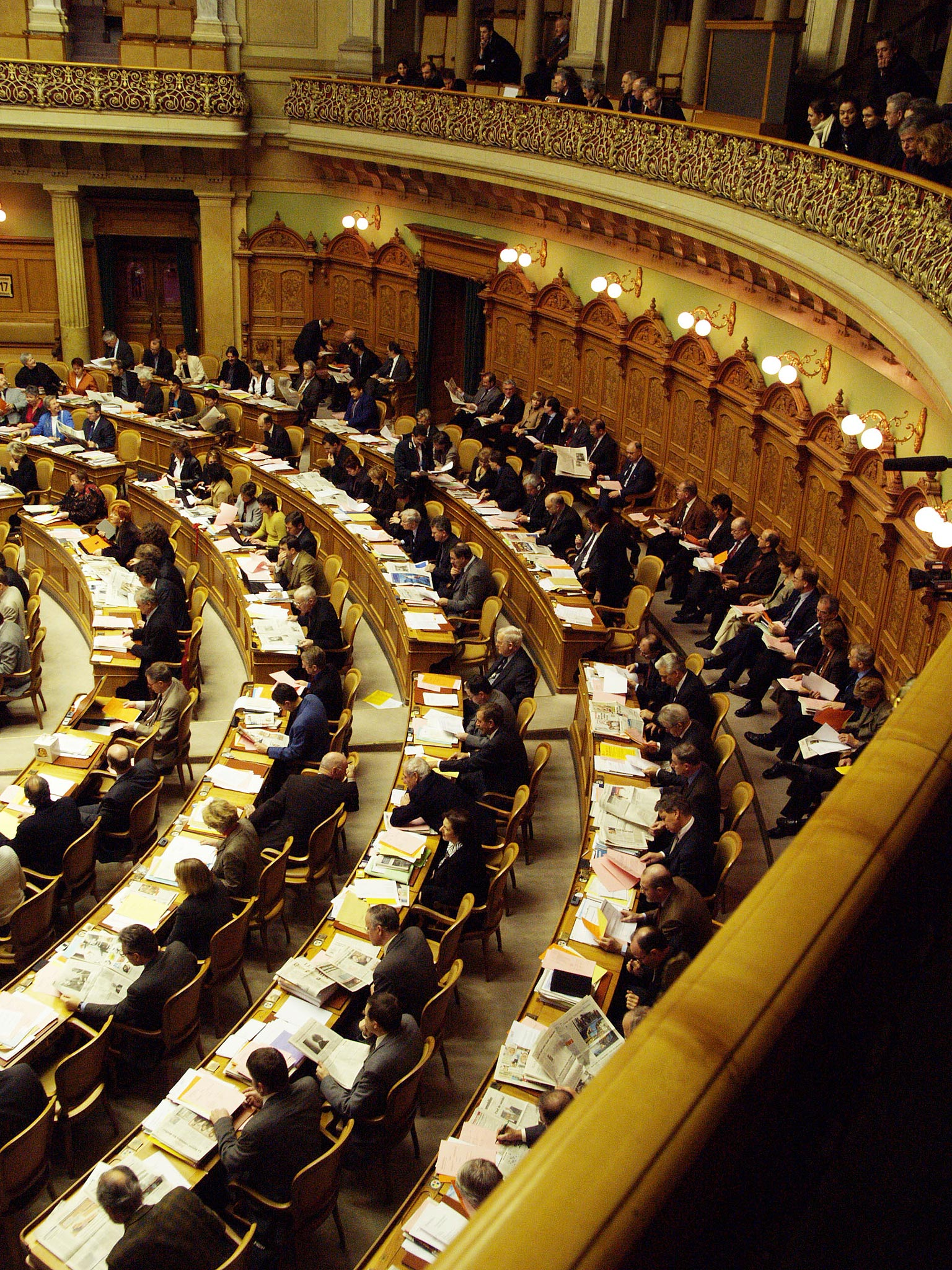
L'Assemblée fédérale (ici en Chambres réunies) est l'organe qui élit le Conseil fédéral.

Le Conseil fédéral est l'exécutif fédéral suisse. Il est composé de sept membres, élus pour quatre ans par l'Assemblée fédérale (le parlement fédéral),. Étant donné que l'Assemblée fédérale est composée de deux chambres, le Conseil national et le Conseil des États, elles siègent pour  l'occasion ensemble (en Chambres réunies) dans la salle du Conseil national.
Tout citoyen suisse éligible au Conseil national peut être élu au gouvernement fédéral,. Cela veut dire que tout citoyen suisse majeur qui ne souffre pas de maladie mentale peut se présenter et être élu,.
La Constitution fédérale dispose que le Conseil fédéral est élu après chaque renouvellement du Conseil national (chambre basse). Dans la pratique, l'élection du gouvernement a lieu au cours de la session parlementaire qui suit immédiatement les élections fédérales. L'élection se déroule à bulletin secret, et à la majorité absolue des votes valables,,, généralement sur la base d'une proposition soumise par un groupe parlementaire. Historiquement, l'Assemblée fédérale a tendance à n'élire que des personnes qu'elle connaît, autrement dit des parlementaires fédéraux ; cette tradition représente donc un certain obstacle pour de potentiels « outsiders ».
Chaque membre du Conseil fédéral est élu séparément, un par un, par ordre d'ancienneté, c'est-à-dire que le conseiller fédéral en fonction depuis le plus longtemps est le premier à se présenter à sa réélection,. Les élections au Conseil fédéral sont un des points d'orgue de la politique fédérale suisse. Il faut noter que le Parlement n'a pas la possibilité de destituer le Conseil fédéral en cours de mandat ou de voter une motion de défiance à l'encontre du gouvernement.

### Formule magique
La formule magique désigne une règle non écrite, déterminante pour la répartition partisane des sièges au Conseil fédéral. Cette règle a pratiquement valeur de règle constitutionnelle et joue un rôle essentiel dans le système de concordance.
Entre 1953 et 2003, la formule magique est de deux membres du Parti radical-démocratique (PRD), deux membres du Parti socialiste (PS), deux membres du Parti démocrate-chrétien (PDC) et un membre de l'Union démocratique du centre (UDC). À la suite des élections fédérales de 2003 et de l'augmentation du poids électoral de l'UDC, la formule est révisée pour comporter deux PRD, deux PS, deux UDC et un PDC,. Lors des élections au Conseil fédéral de 2003, Christoph Blocher (UDC) devient ainsi le deuxième membre UDC du collège gouvernemental, au détriment de Ruth Metzler-Arnold (PDC), qui n'est pas réélue.

### Collégialité
La Constitution fédérale dispose également que le Conseil fédéral « prend ses décisions en autorité collégiale ».
Le principe de collégialité pour le Conseil fédéral est inscrit explicitement dans la loi : « Les membres du Conseil fédéral défendent les décisions prises par le collège ». La collégialité au Conseil fédéral comporte deux aspects : l'égalité parfaite entre les membres du collège gouvernemental, d'une part, et la concordance, d'autre part. Il s'agit d'une des caractéristiques les plus importantes du système gouvernemental suisse, car les conseillers fédéraux discutent et décident ensemble des sujets qu'ils traitent, afin de dégager le consensus le plus large possible. La collégialité a aussi pour vocation de protéger les minorités (politiques, linguistiques, etc.).

## Contexte politique

### Élections fédérales de 2007

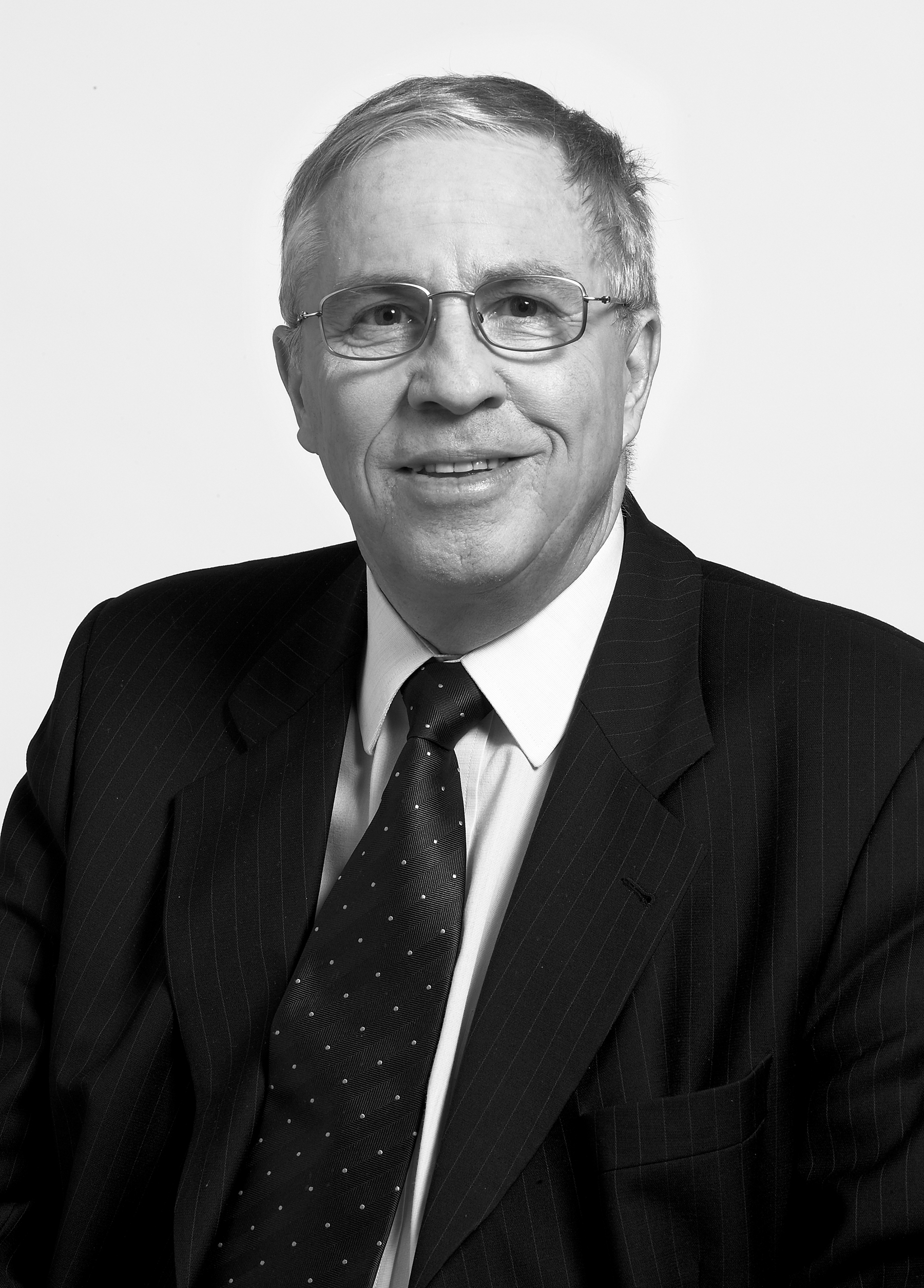
Christoph Blocher, conseiller fédéral élu en 2003 (ici en 2006), figure de proue de l'UDC.

La campagne pour les élections fédérales de 2007 est considérée comme particulièrement dure et empoisonnée, voire violente selon certains journalistes étrangers, notamment après des heurts le 6 octobre à Berne entre des militants UDC et des black blocs, ce qui ternit l'image de la Suisse à l'étranger.
La campagne tourne autour des représentants des partis au Conseil fédéral. Du côté de l'UDC, elle est centrée sur la personne de Christoph Blocher,,, conseiller fédéral zurichois élu en 2003 avec le slogan « Soutenez Blocher ! Votez UDC ! »,,. L'attention portée à la personne de Christoph Blocher est en particulier liée aux révélations sur l'affaire Roschacher. Érigé en figure de proue de l'UDC, Christoph Blocher est critiqué par le président du PRD, le Tessinois Fulvio Pelli, qui le compare à Berlusconi, tandis que Le Temps le compare à une figure proche de Moïse. Le Parti socialiste se pose également en clair antagoniste de l'UDC en général et de Christoph Blocher en particulier.
Au PDC, Doris Leuthard est mise en avant dans la campagne, avec un slogan similaire à celui du parti agrarien : « CVP wählen, heisst Doris Leuthard stärken » (votez PDC pour renforcer Doris Leuthard). Le PRD ne mise quant à lui ni sur le Valaisan Pascal Couchepin, ni l'Appenzellois Hans-Rudolf Merz. Il en va de même pour le PS avec la Genevoise Micheline Calmy-Rey et le Zurichois Moritz Leuenberger.
Certains commentateurs politiques sont d'avis que les élections fédérales ne sont pas seulement l'élection du corps électoral qui élit ensuite le gouvernement fédéral, mais bien une sorte de référendum sur le maintien ou non de Christoph Blocher au Conseil fédéral, voire une élection anticipée du Conseil fédéral. D'autres commentateurs y voient plutôt de la part de l'UDC une forme de plébiscite sur Christoph Blocher.
À la suite des élections fédérales, l'UDC gagne six sièges (pour un total de 62) au Conseil national, ce qui est le meilleur score de l'histoire du parti (28,9 %). Les Verts en gagnent autant, pour arriver à 20 députés à la Chambre du peuple, sans toutefois dépasser la barre des 10 %. Le PDC, après une série de défaites dans les élections fédérales précédentes, fait élire trois nouveaux conseillers nationaux en plus par rapport à 2003. Le Parti socialiste est considéré comme le grand perdant de ces élections, accusant une perte de 3,8 points (se traduisant par neuf mandats en moins) par rapports aux dernières élections fédérales, pour finir à 19,5 %. Andrea Hämmerle décrit à ce propos l'ambiance au sein du groupe parlementaire socialiste comme « dépressive ». Les radicaux perdent également cinq sièges au Conseil national (pour un total de 31 pour la 48e législature).
|       |                              |      |      |               |  |  |  |
| Parti | Parti                        | 2003 | 2007 | +/-           |  |  |  |
|       | Union démocratique du centre | 55   | 62   | 7             |  |  |  |
|       | Parti socialiste             | 52   | 43   | 9             |  |  |  |
|       | Parti radical-démocratique   | 36   | 31   | 5             |  |  |  |
|       | Parti démocrate-chrétien     | 28   | 31   | 3             |  |  |  |
|       | Parti écologiste             | 14   | 20   | 6             |  |  |  |
|       | Parti libéral                | 4    | 4    | en stagnation |  |  |  |
|       | Vert'libéraux                | 0    | 3    | 3             |  |  |  |
|       | Parti évangélique            | 3    | 2    | 1             |  |  |  |
|       | Parti suisse du travail      | 3    | 1    | 2             |  |  |  |
|       | Parti chrétien-social        | 1    | 1    | en stagnation |  |  |  |
|       | Ligue des Tessinois          | 1    | 1    | en stagnation |  |  |  |
|       | Union démocratique fédérale  | 2    | 1    | 1             |  |  |  |
|       |                              |      |      |               |  |  |  |
| Total | Total                        | 200  | 200  | en stagnation |  |  |  |

Au Conseil des États, le parti agrarien perd un siège, le PRD deux ; les Verts et les Vert'libéraux font leur entrée à la Chambre des cantons avec respectivement deux et un sièges.
|       |                              |      |      |               |  |  |  |
| Parti | Parti                        | 2003 | 2007 | +/-           |  |  |  |
|       | Parti démocrate-chrétien     | 15   | 15   | en stagnation |  |  |  |
|       | Parti radical-démocratique   | 14   | 12   | 2             |  |  |  |
|       | Parti socialiste             | 9    | 9    | en stagnation |  |  |  |
|       | Union démocratique du centre | 8    | 7    | 1             |  |  |  |
|       | Parti écologiste             | 0    | 2    | 2             |  |  |  |
|       | Vert'libéraux                | 0    | 1    | 1             |  |  |  |
|       |                              |      |      |               |  |  |  |
| Total | Total                        | 46   | 46   | en stagnation |  |  |  |

### Un Conseil fédéral polarisé

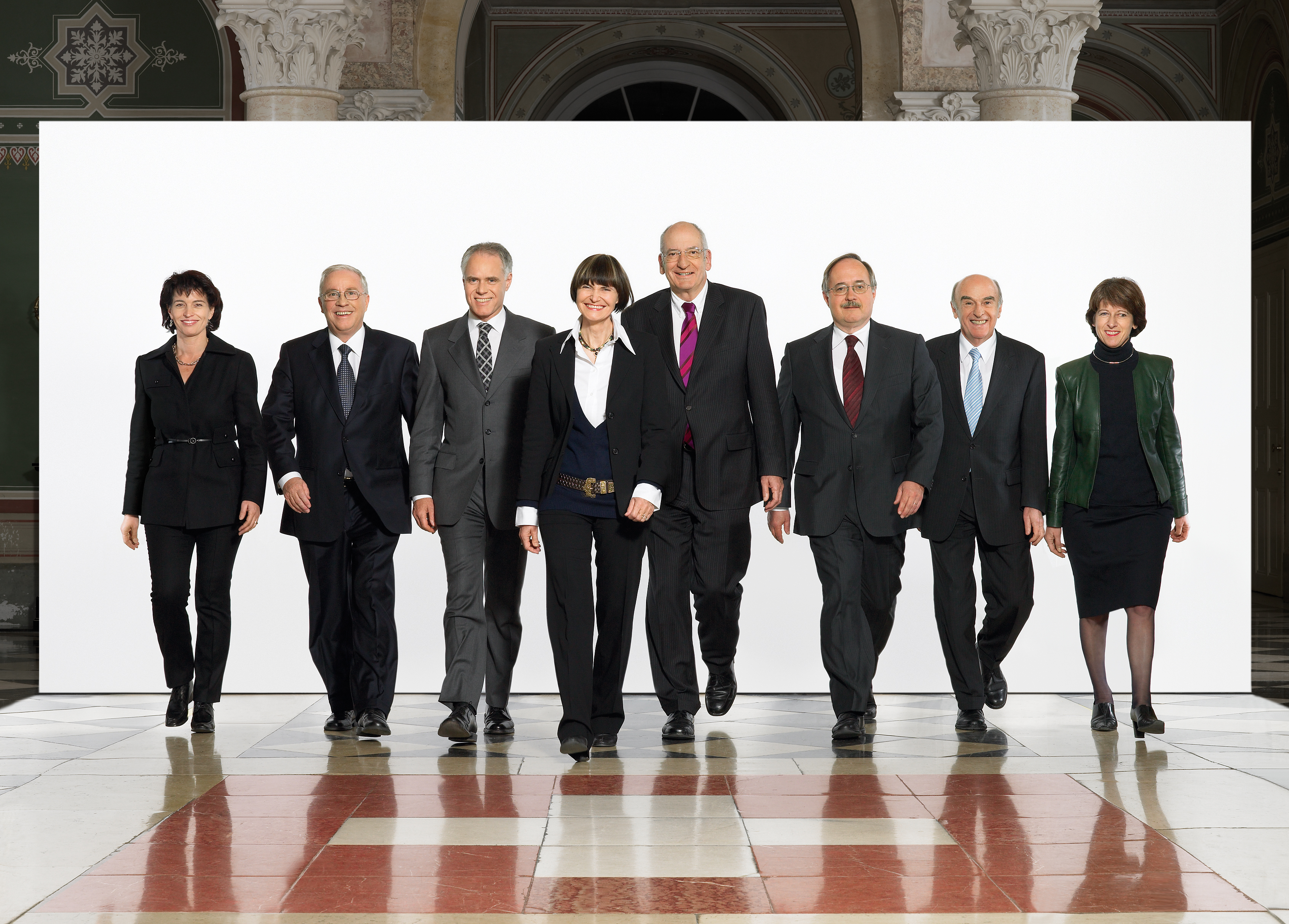
Photo officielle du Conseil fédéral en 2007 (de g. à d., Leuthard, Blocher, Leuenberger, Calmy-Rey, Couchepin, Schmid, Merz et la chancelière Huber-Hotz).

En 2007, le Conseil fédéral est composé des membres suivants :
| Conseiller fédéral  | Parti | Parti | Canton                       | Département                                         | Membre depuis     |
| ------------------- | ----- | ----- | ---------------------------- | --------------------------------------------------- | ----------------- |
| Moritz Leuenberger  |       | PSS   | Zurich                       | Environnement, transports, énergie et communication | 27 septembre 1995 |
| Pascal Couchepin    |       | PRD   | Valais                       | Intérieur                                           | 11 mars 1998      |
| Samuel Schmid       |       | UDC   | Berne                        | Défense, protection de la population et sports      | 6 décembre 2000   |
| Micheline Calmy-Rey |       | PSS   | Genève                       | Affaires étrangères Présidente de la Confédération  | 4 décembre 2001   |
| Christoph Blocher   |       | UDC   | Zurich                       | Justice et police                                   | 10 décembre 2003  |
| Hans-Rudolf Merz    |       | PRD   | Appenzell Rhodes-Intérieures | Finances                                            | 10 décembre 2003  |
| Doris Leuthard      |       | PDC   | Argovie                      | Économie                                            | 14 juin 2006      |

Dans le cadre de la campagne pour les élections fédérales, l'ambiance au Conseil fédéral est tendue,. Selon le journal dominical Schweiz am Sonntag, depuis l'arrivée de Christoph Blocher et de Hans-Rudolf Merz en 2003, les décisions du Conseil fédéral se prennent plus souvent par vote à la majorité que par la négociation d'un compromis.
Selon Daniel S. Miéville, correspondant du Temps au Palais fédéral, Christoph Blocher est porteur d'une politique agressive, provocante, transgressive,, rompant parfois la collégialité,, malgré sa grande maîtrise des dossiers de son département,. Le tribun zurichois assume ainsi un double-rôle : conseiller fédéral et chef de l'opposition avec l'UDC,. Il polarise fortement, notamment auprès des politiciens du PS, du PRD et du PDC. Toutefois, Bernard Wuthrich, également correspondant du Temps à la Berne fédérale, considère que la rhétorique de Christoph Blocher aurait pu être beaucoup plus virulente que celle adoptée depuis son élection en 2003. L'autre magistrat démocrate du centre, Samuel Schmid, est également sujet à des pressions, tiraillé entre ses origines et convictions de l'UDC paysanne et l'aile zurichoise du parti aux Chambres.
Micheline Calmy-Rey est également considérée comme conflictuelle. Ses fonctions de chef du Département fédéral des affaires étrangères lui permettent en effet d'être plus « extravertie », car elle n'a que peu de dossiers à défendre devant le collège gouvernemental et ensuite le Parlement. Chez les radicaux, Pascal Couchepin veut d'un côté s'ériger au-dessus des partis, mais de l'autre se veut « anti-Blocher », comparant le culte de la personnalité de Blocher pendant la campagne des élections fédérales au culte voué à Mussolini.
Malgré le fait que le Conseil fédéral ne soit pas élu directement par le peuple, un sondage est tout de même effectué début octobre 2007 (avant les élections fédérales) par gfs.bern pour mesurer la popularité des conseillers fédéraux sortants. Selon ce sondage, 34 % des personnes interrogées sont pour le maintien de la formule magique en vigueur depuis 2003, alors que 22 % souhaitent qu'un radical cède sa place à un membre des Verts.
| Conseiller fédéral  | Parti | Parti | Élu depuis        | Taux d'approbation |
| ------------------- | ----- | ----- | ----------------- | ------------------ |
| Moritz Leuenberger  |       | PSS   | 27 septembre 1995 | 69 %               |
| Pascal Couchepin    |       | PRD   | 11 mars 1998      | 41 %               |
| Samuel Schmid       |       | UDC   | 6 décembre 2000   | 77 %               |
| Micheline Calmy-Rey |       | PSS   | 4 décembre 2001   | 79 %               |
| Christoph Blocher   |       | UDC   | 10 décembre 2003  | 51 %               |
| Hans-Rudolf Merz    |       | PRD   | 10 décembre 2003  | 71 %               |
| Doris Leuthard      |       | PDC   | 14 juin 2006      | 88 %               |

### Appels contre la réélection des plus anciens membres

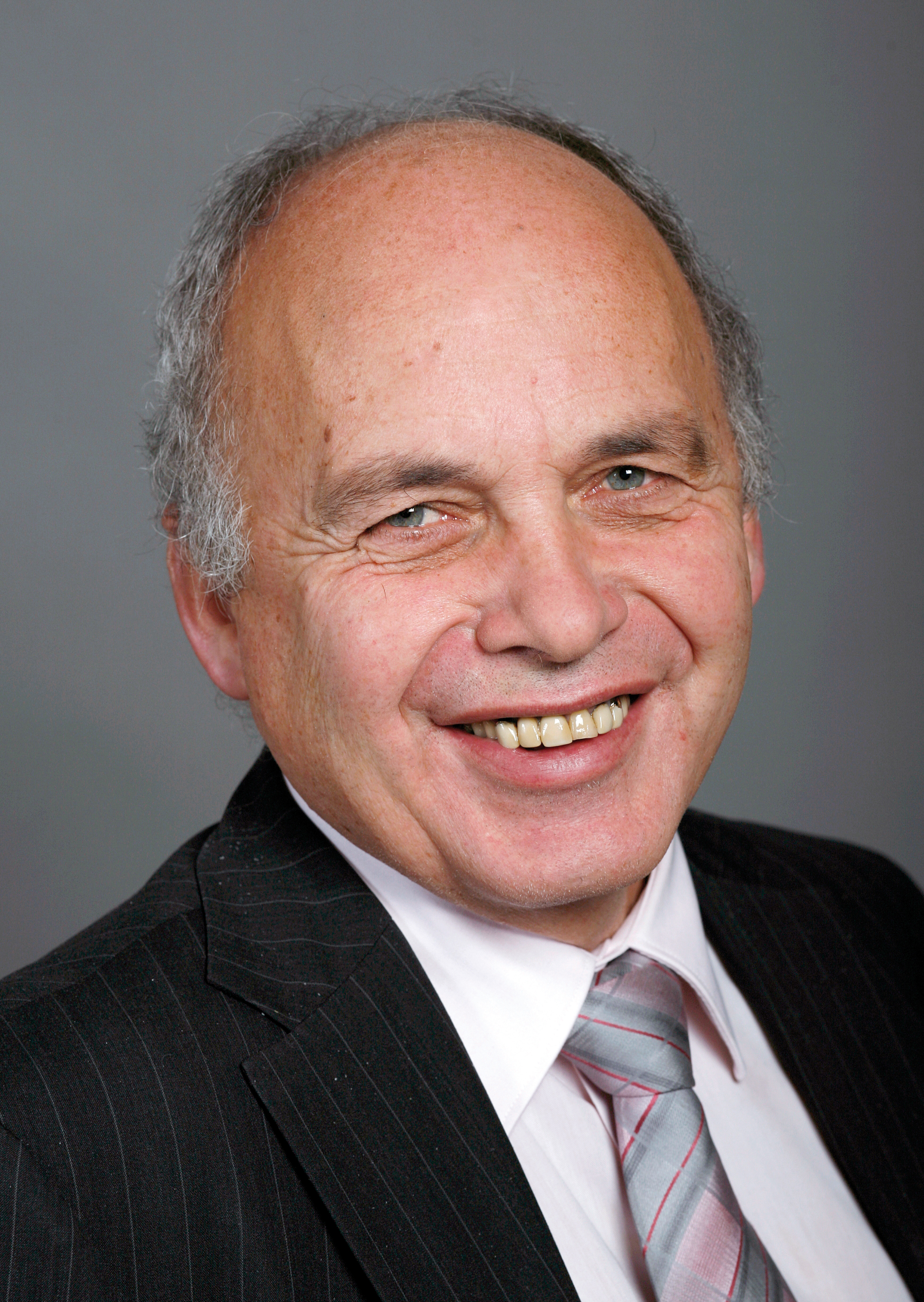
Ueli Maurer, président de l'UDC en 2007, appelle à ne pas réélire les trois conseillers fédéraux les plus anciens.

Le soir des élections fédérales, lors de la table ronde des présidents de partis, Ueli Maurer, alors conseiller national zurichois et président de l'UDC, déclare que les trois conseillers fédéraux les plus anciens doivent être remplacés, afin d'insuffler une nouvelle dynamique au sein du collège : le socialiste Moritz Leuenberger, le radical Pascal Couchepin et Samuel Schmid, membre de l'UDC, ce qui est considéré comme une attaque personnelle envers le magistrat bernois. Toutefois, ces revendications sont considérées comme peu réalistes, car « l'UDC ne tient pas le couteau par le manche ».
Selon la NZZ, cette idée serait une version modifiée de la proposition par Fulvio Pelli, président du PRD, selon laquelle les conseillers fédéraux les plus âgés devraient être remplacés.

### Appels contre la réélection de Christoph Blocher
Alors que la campagne pour les élections fédérales n'est même pas encore terminée, certains politiciens se prononcent sur une possible réélection de Christoph Blocher.
C'est le cas par exemple de Christophe Darbellay, alors conseiller national valaisan, qui déclare déjà en 2006, à peine élu président du PDC suisse, que son parti ne devrait pas réélire Christoph Blocher au Conseil fédéral. Après cette déclaration, il essuie de fortes critiques à l'intérieur de son parti et rétropédale la semaine suivante, affirmant que la non-réélection de Christoph Blocher ne fait pas partie du programme électoral du PDC. En septembre 2007, il considère même que Christoph Blocher sera réélu avec environ 125 voix,. Un mois plus tard, il annonce dans L'Illustré que, « personnellement », il ne votera pas pour réélire le tribun zurichois et réitère cette intention dans l'émission Infrarouge de la TSR.

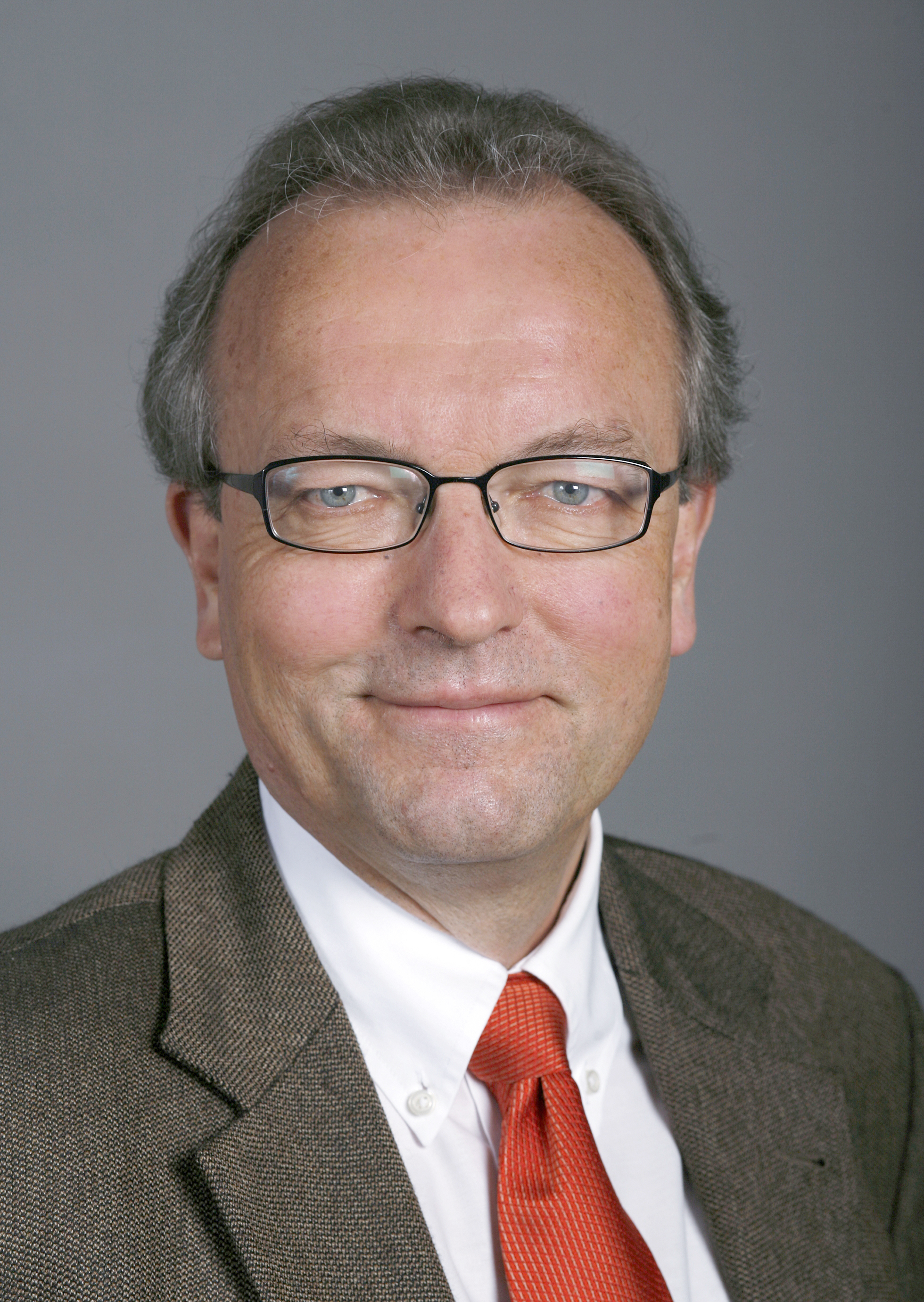
Hans-Jürg Fehr, conseiller national et président du Parti socialiste suisse, affirme publiquement en septembre 2007 que les jours de Christoph Blocher sont comptés.

Hans-Jürg Fehr, conseiller national schaffhousois et président du Parti socialiste suisse, déclare dans une interview donnée au Sonntagsblick que « les jours de Blocher sont comptés ! », donnant une chance sur deux au tribun zurichois d'être réélu. Un autre conseiller national socialiste, Andreas Gross, co-publie un ouvrage fin août 2007 qui rassemble les pensées de plusieurs personnalités de la Berne fédérale sur l'influence de l'UDC sur la politique fédérale ; plusieurs des contributeurs (dont Georg Kreis, Jean-Claude Rennwald, Daniel Brélaz et Christophe Darbellay) invitent à ne pas réélire Christoph Blocher. Quelques jours avant l'échéance électorale, Liliane Maury Pasquier, conseillère aux États socialiste genevoise, annonce dans Le Temps qu'elle ne votera pas non plus pour le chef de l'UDC,.

### Position délicate pour Samuel Schmid

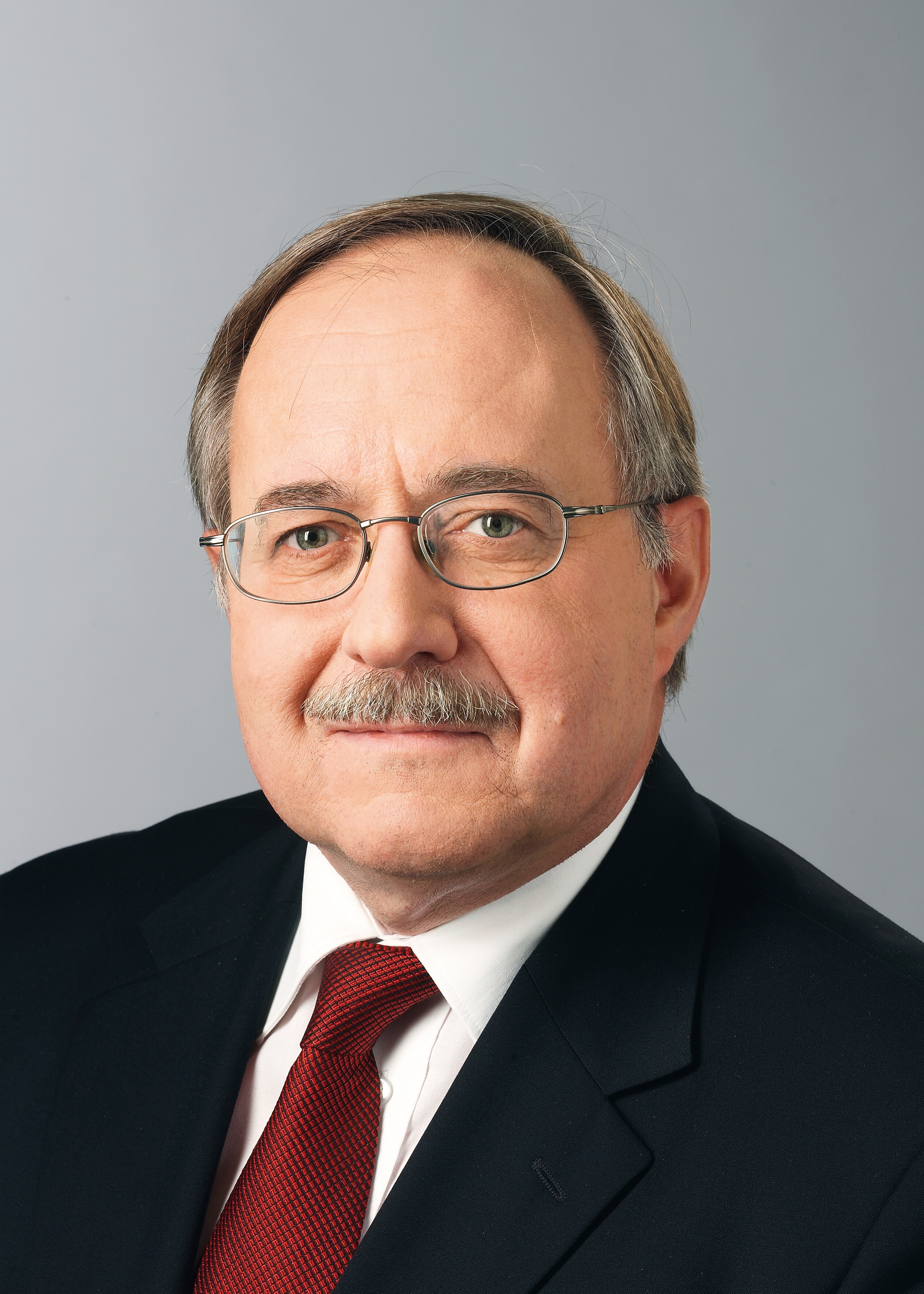
Samuel Schmid, conseiller fédéral UDC depuis 2001, subit des pressions de son propre parti.

Comme mentionné, Samuel Schmid est en porte-à-faux du fait de ses convictions personnelles et en raison des attaques des cadres de son propre parti. Son bilan est également mitigé, la Basler Zeitung le surnomme également « ministre sur la défensive » pour son bilan à la tête du DDPS. Le magistrat bernois devient un bouc émissaire pour l'UDC. Le Temps qualifie même Samuel Schmid de « conseiller fédéral hors-sol ». Le PDC, par l'entremise de son président Christophe Darbellay, se déclare même prêt à offrir l'asile à Samuel Schmid si ce dernier voulait changer de parti.
Ces attaques de son propre camp ne font toutefois par l'unanimité au sein de l'UDC. Herrmann Weyeneth et Ursula Haller Vannini, tous deux conseillers nationaux UDC, condamnent la tactique d'Ueli Maurer, jugée complètement irréaliste. Selon Yvan Perrin, conseiller national UDC neuchâtelois et vice-président de l'UDC, la priorité absolue est de faire réélire Christoph Blocher.
Certains journalistes voient un potentiel candidat se profiler pour remplacer Samuel Schmid, en la personne d'Adrian Amstutz, conseiller national UDC bernois depuis 2003. Le principal intéressé dément toutefois toute ambition gouvernementale. Yvan Perrin considère qu'« un Adrien Amstutz a la carrure d'un conseiller fédéral », mais admet toutefois que les UDC romands ont le droit d'avoir un siège au Conseil fédéral et cite les noms de Jean-Claude Mermoud (conseiller d'État vaudois), Guy Parmelin (conseiller national vaudois) et Jean-François Rime (conseiller national fribourgeois).

### Pascal Couchepin critiqué par son propre parti

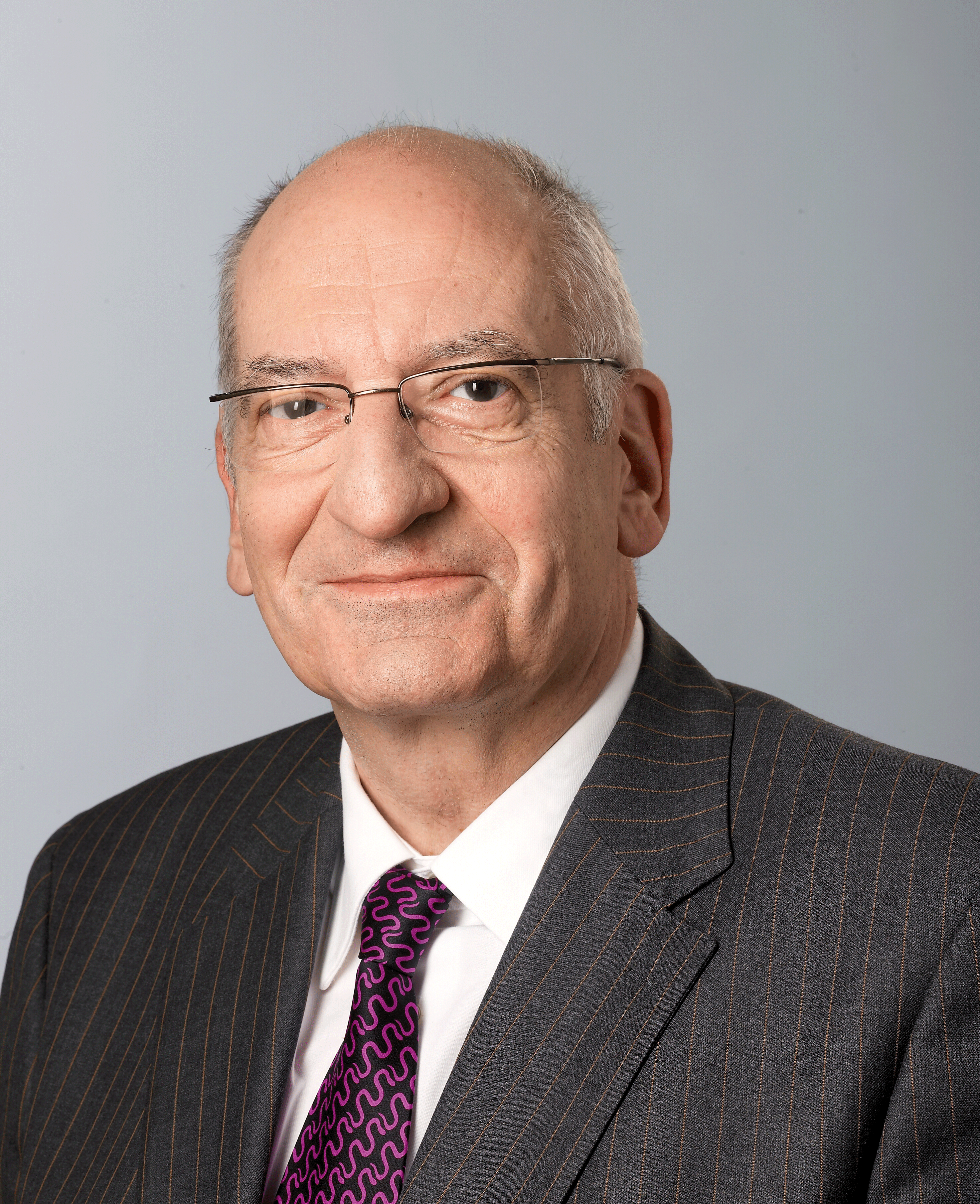
Pascal Couchepin, conseiller fédéral radical depuis 1999, critiqué par certains membres de son parti pour ses coups de gueule.

Pascal Couchepin fait également l'objet de critiques. Certains radicaux alémaniques aux Chambres (en particulier Otto Ineichen et Filippo Leutenegger) goûtent peu les « coups de gueule » du magistrat valaisan (La Liberté le considère à cet égard comme « peu diplomate »), en particulier au cours de la campagne pour les élections fédérales, lorsqu'il compare Christoph Blocher au Duce,,,. Le Nouvelliste considère que cette aile droite du PRD veut reporter la responsabilité de la défaite électorale du parti sur le conseiller fédéral valaisan. Walter Müller, conseiller national radical saint-gallois demande son remplacement par un Alémanique.

### Formule magique peu remise en question
À la suite des élections fédérales, les présidents de partis gouvernementaux, UDC incluse, s'accordent sur le fait qu'il n'y a pas besoin de revenir sur la formule magique établie depuis 2003. Cette entente entre les différents partis peut s'expliquer par le fait que Pascal Couchepin annonce qu'il démissionnera en cours de législature, ce qui facilitera le départ des deux autres plus vieux membres du collège (Moritz Leuenberger et Samuel Schmid).
Selon la NZZ, les résultats des élections fédérales de 2007 ne permettent pas de revenir sur la formule magique. Le Tages-Anzeiger considère également que les Verts, malgré une augmentation notable (huit sièges aux Chambres), n'ont aucune chance de faire leur entrée au Conseil fédéral, car le parti n'atteint pas le seuil symbolique de 10 % des voix et reste encore loin derrière les démocrates-chrétiens. Cela n'empêche pas le comité des Verts de revendiquer un siège au Conseil fédéral. Les démocrates-chrétiens font aussi part de leur volonté de retrouver leur deuxième siège perdu en 2003.
Dans une opinion publiée à la fois dans la NZZ et dans Le Temps à la fin octobre 2007, les politologues Daniel Bochsler, Pascal Sciarini et Alex Fischer considèrent qu'une formule de répartition strictement mathématique en fonction du résultat des partis aux élections fédérales donnerait la composition suivante au gouvernement : deux sièges pour l'UDC, deux pour le PS, un pour le PRD, un pour le PDC et un pour les Verts. Toutefois, ils n'excluent pas une alliance d'un bloc à gauche pour rendre un deuxième siège au PDC si leurs intérêts devaient l'exiger. Cette analyse est toutefois critiquée par Le Temps un mois plus tard, quelques semaines avant la date des élections au Conseil fédéral.

## Stratégies et scénarios

### Scénarios avant les élections
Selon Andrea Hämmerle, conseiller national socialiste grison, les élections au Conseil fédéral sont des événements très exigeants pour les présidents de parti et de groupes parlementaires, car il s'agit de « nourrir la presse chaque dimanche » avec des stratégies, plans et autres stratagèmes avant la date exacte de l'élection des membres du gouvernement. En ce qui concerne la réélection de Christoph Blocher, cette campagne médiatique commence plus de deux ans avant la réélection, Fulvio Pelli, président du PRD, affirmant dès 2005 que Christoph Blocher serait réélu en 2007, .
Dans ce contexte, et alors que la nouvelle composition de l'Assemblée fédérale n'est pas encore connue, l'Aargauer Zeitung considère que tous les conseillers fédéraux sont sur un siège éjectable, à l'exception de Doris Leuthard, qui jouirait d'une certaine sécurité pour sa réélection. Des journaux élaborent plusieurs scénarios pour le 12 décembre, 24 heures justifiant ce stress électoral « tout simplement parce que c’est là que réside le pouvoir ». Plusieurs politiciens, dont le démocrate-chrétien fribourgeois Dominique de Buman et la socialiste zurichoise Jacqueline Fehr indiquent que les décisions importantes sont prises au sein du Conseil fédéral et que chacun de ses membres a un influent pouvoir de proposition.
Plusieurs journaux estiment toutefois après les élections fédérales que tous les conseillers fédéraux seront réélus,,,,,,. À la veille de l'élection, même la NZZ exclut toute non-réélection d'un conseiller fédéral. Pour La Liberté, le seul vrai enjeu du 12 décembre est l'élection à la Chancellerie fédérale. Ainsi, les journaux estiment que le statu quo sera maintenu.

### Tentative du PDC de retrouver un deuxième siège

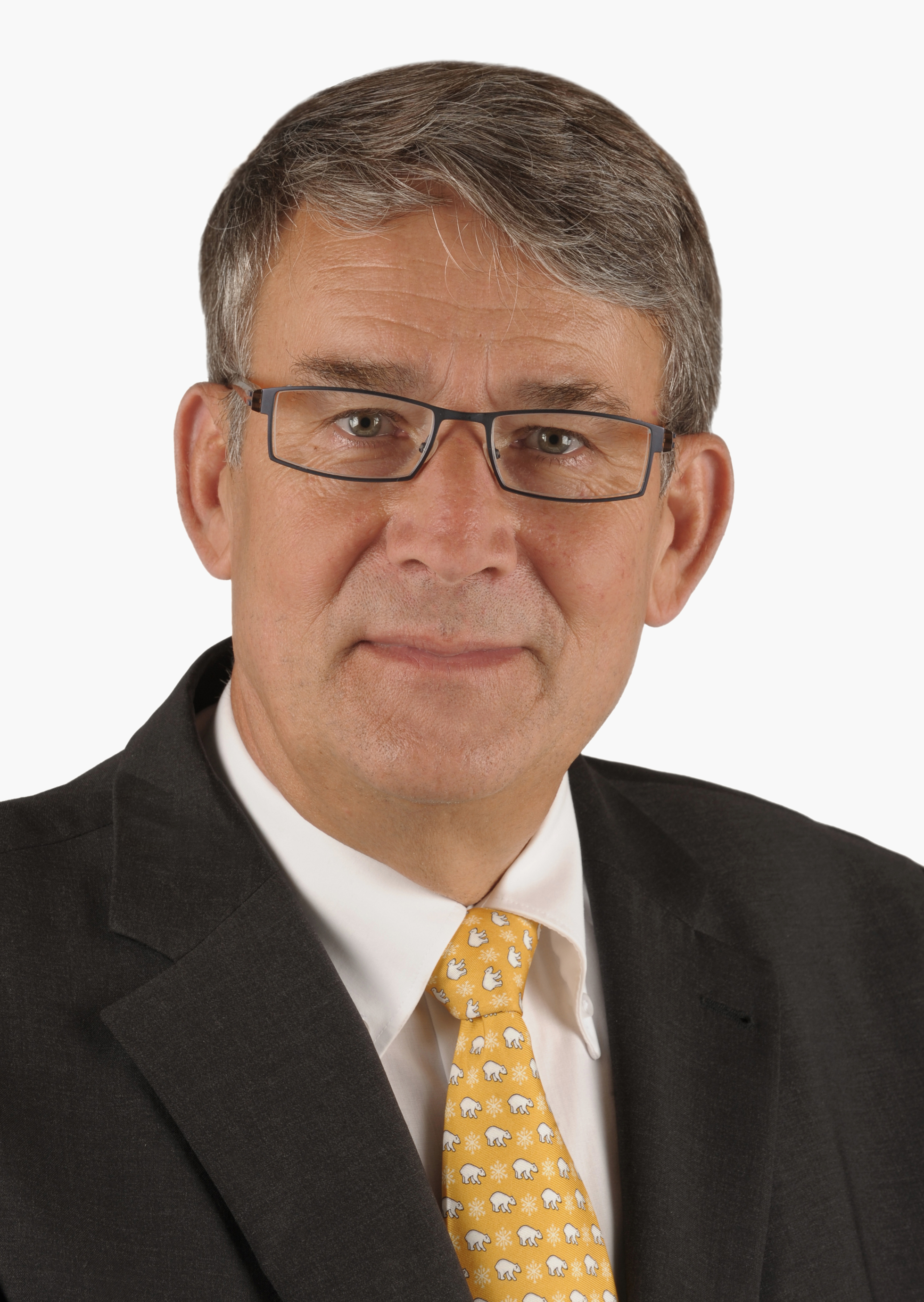
Urs Schwaller, conseiller aux États et président du groupe démocrate-chrétien aux Chambres, est un personnage central dans le plan du PDC pour retrouver un deuxième siège au Conseil fédéral.

La presse suisse avance plusieurs scénarios permettant au PDC de récupérer un deuxième siège au Conseil fédéral, comme il le revendique ouvertement,.
Le premier scénario de cette attaque est une alliance du PDC avec le PS afin d'élire Urs Schwaller, conseiller aux États fribourgeois et chef du groupe démocrate-chrétien aux Chambres, en lieu et place de Christoph Blocher. Un des deux sièges radicaux reviendrait alors à l'UDC au départ de Pascal Couchepin. Le conseiller aux États fribourgeois est considéré comme le mieux armé pour revêtir la fonction de conseiller fédéral que le conseiller national valaisan, car il peut plaire à la fois à droite et à gauche.

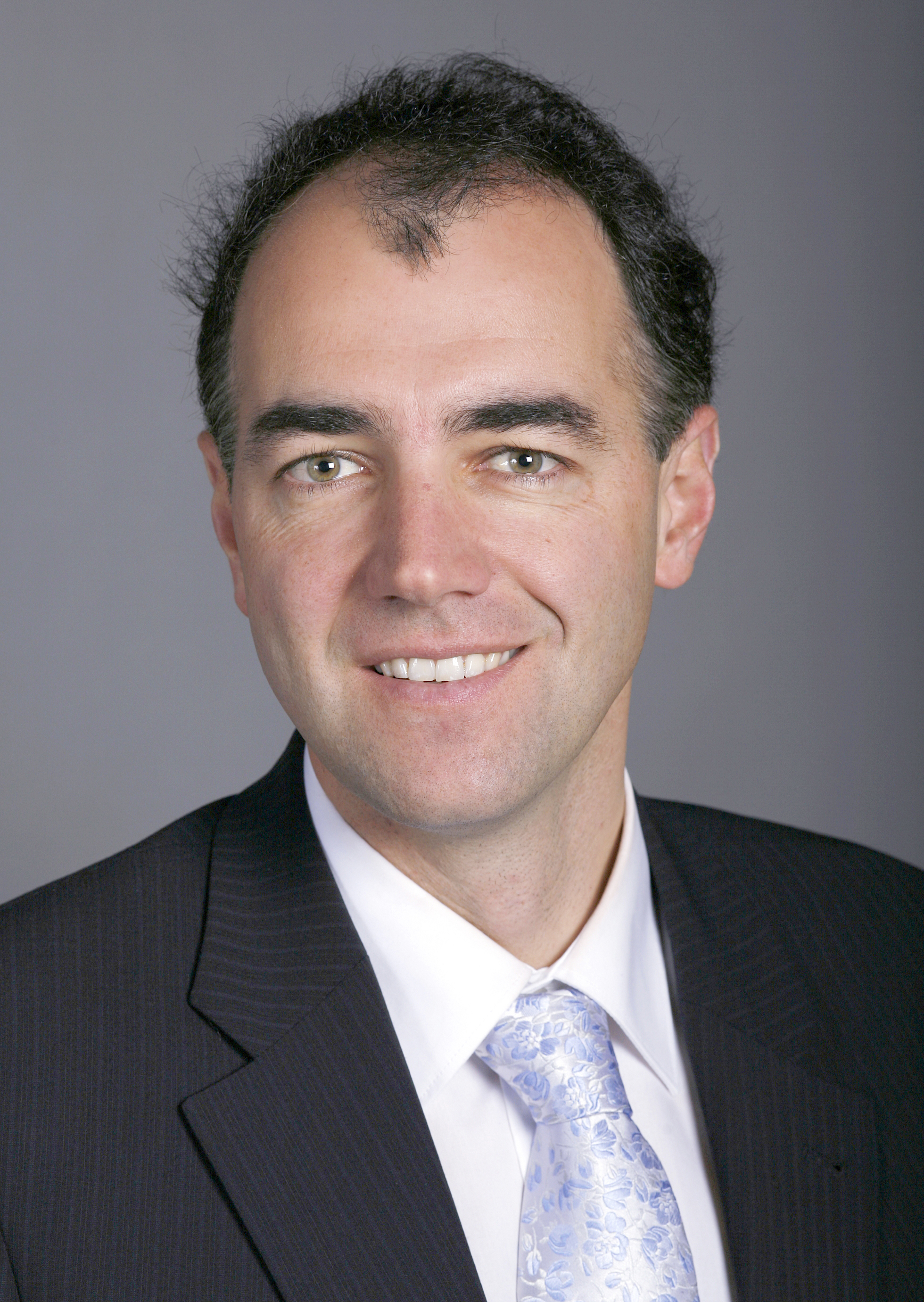
Christophe Darbellay, conseiller national valaisan et président du PDC, aspire à demi-mot un siège au sein du gouvernement.

Christophe Darbellay, conseiller national valaisan et président du PDC, semble toutefois aussi réfléchir à une candidature contre Christoph Blocher, déclarant à la SonntagsZeitung le dimanche avant les élections du Conseil fédéral qu'il n'avait jusque-là jamais décliné une élection,,. D'un autre côté, il se dit conscient que l'attaque du siège qui sera laissé vide lors de la démission de Pascal Couchepin sera tactiquement plus compliquée que de tenter de déloger Christoph Blocher lors de la session d'hiver 2007.
De manière plus générale, cette attaque du siège de Christoph Blocher n'est pas jugée crédible par 24 heures si Urs Schwaller se présente et parle de Christophe Darbellay comme d'un « petit candidat qui se profile à demi », faisant preuve de « pusillanimité ». La Neue Luzerner Zeitung considère que le PDC « joue avec le feu ». L'Aargauer Zeitung considère les chances de Christophe Darbellay comme « extrêmement faibles ». La candidature presque spontanée semble toutefois séduire les Verts, alors que ceux-ci ont leur propre candidat contre Christoph Blocher.
Une autre option consiste à attaquer un siège appartenant aux radicaux, donc faire élire Urs Schwaller à la place de Pascal Couchepin ou de Hans-Rudolf Merz,. Selon Le Temps, l'attaque contre Hans-Rudolf Merz semble plus probable que celle contre Christoph Blocher. Le conseiller fédéral appenzellois aurait également le soutien des parlementaires démocrates-chrétiens venant de Suisse orientale, comme le conseiller aux États Philipp Stähelin.
Le PDC ne semble toutefois pas être d'accord en interne sur la stratégie à adopter, craignant des représailles du PRD ou de l'UDC en fonction du siège attaqué,. En effet, Doris Leuthard est la dernière à se présenter à sa réélection, un ordre de passage qui permettrait à l'un ou l'autre parti dépossédé de se venger en éjectant la magistrate argovienne,. Le Nouvelliste parle à ce titre de « cacophonie PDC », le parti ne sachant pas quelle stratégie poursuivre. Le Temps met ces dissensions internes sur le compte de « vieux clivages » entre l'aile conservatrice (dont Philipp Stähelin et Gerhard Pfister, en faveur du statu quo) et la tête du parti (représentée par Urs Schwaller et Christophe Darbellay).
Une manœuvre du bloc de centre-gauche (alliance du PDC, du PS et des Verts) est plausible au vu des forces en présence, étant donné que ces trois partis disposent de 128 parlementaires fédéraux (sur les 124 au maximum nécessaires), alors que le bloc de droite (radicaux et UDC) n'en dispose que de 118,,,.

### Incertitude autour de Christoph Blocher

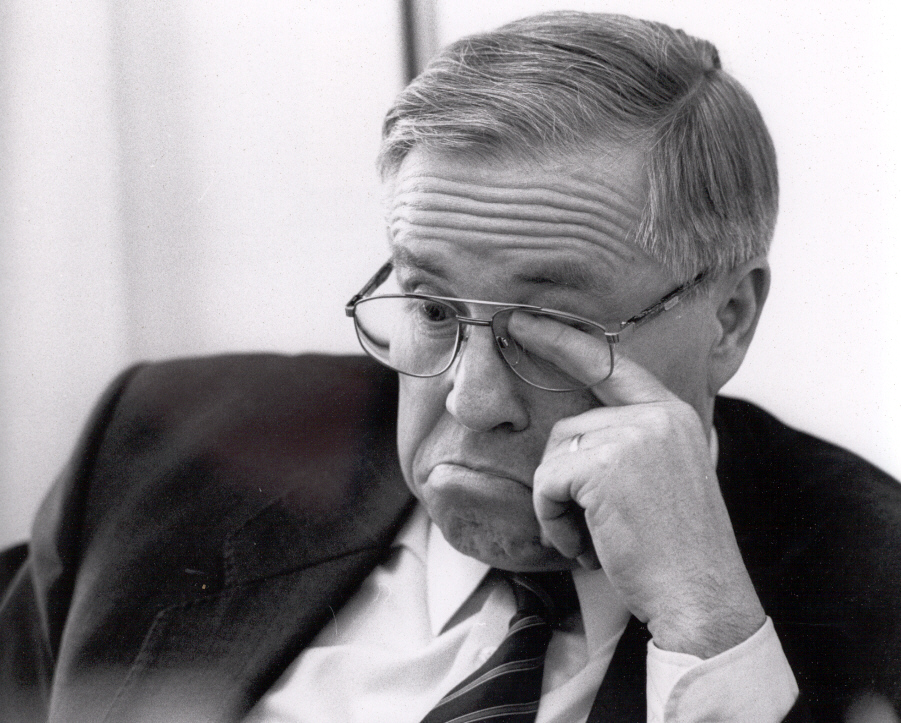
Christoph Blocher (ici en 1994) fait face à plusieurs attaques quant à sa place au sein du collège gouvernemental.

Le siège de Christoph Blocher fait l'objet du plus de spéculations. Plusieurs journaux prévoient que la gauche au Parlement opposera un candidat UDC (comme Peter Spuhler ou Bruno Zuppiger), voire éventuellement un candidat vert. 24 heures juge la probabilité d'une non-réélection de Christoph Blocher comme nulle.
Un autre point controversé s'invite dans le débat : la volonté de Christoph d'introduire ce que les politiciens alémaniques appellent « Sippenhaft » (litt. responsabilité pour les parents et proches) en matière de droit des étrangers. Selon cette proposition, non seulement les jeunes étrangers qui ont commis de graves violations de la loi doivent être expulsés, mais également leur famille. Cette proposition est mal accueillie, à tel point qu'Urs Schwaller déclare que si une personnalité politique défend ce genre de mesures, il n'est pas éligible au Conseil fédéral,.
Christoph Blocher, juste avant la session d'hiver 2007, se donne personnellement une chance sur deux d'être réélu. Alors qu'il est « sur le papier » en mauvaise posture, il bénéficie sur la même période du soutien de ses collègues dans l'affaire Roschacher,.
Andrea Hämmerle considère pour sa part qu'une candidature opposée à celle de Christoph Blocher doit remplir cinq conditions fondamentales. Premièrement, elle doit avoir une « chance réaliste » devant l'Assemblée fédérale. Deuxièmement, une personnalité issue de l'UDC doit être mise en avant, étant donné le résultat électoral de l'UDC devant le peuple. Troisièmement, à cause de la pression élevée sur les membres du groupe UDC aux Chambres exercée par les instances du parti (et Christoph Blocher lui-même), la candidature doit venir d'en dehors de la Berne fédérale, d'en dehors du parlement fédéral. Quatrièmement, le candidat doit être « taillé » pour le Conseil fédéral (comprendre ici une expérience dans un exécutif). Enfin, le candidat doit prendre au sérieux les notions de collégialité, de l'état de droit et du respect du droit international.

### Candidature de Luc Recordon
Dès les élections fédérales passées, les Verts revendiquent un siège au Conseil fédéral. Une décision du comité des Verts suisses est rendue publique le 27 octobre, indiquant leur intention de présenter un candidat. Il se s'agit pas de la première candidature des Verts pour siéger au collège gouvernemental. À titre d'exemple, Ruth Genner, présidente des Verts et conseillère nationale zurichoise, tente avec le soutien du PS et du PDC d'empêcher l'élection de Christoph Blocher en 2003. Ruth Genner ne se met toutefois pas à la disposition de son parti pour cette candidature,.

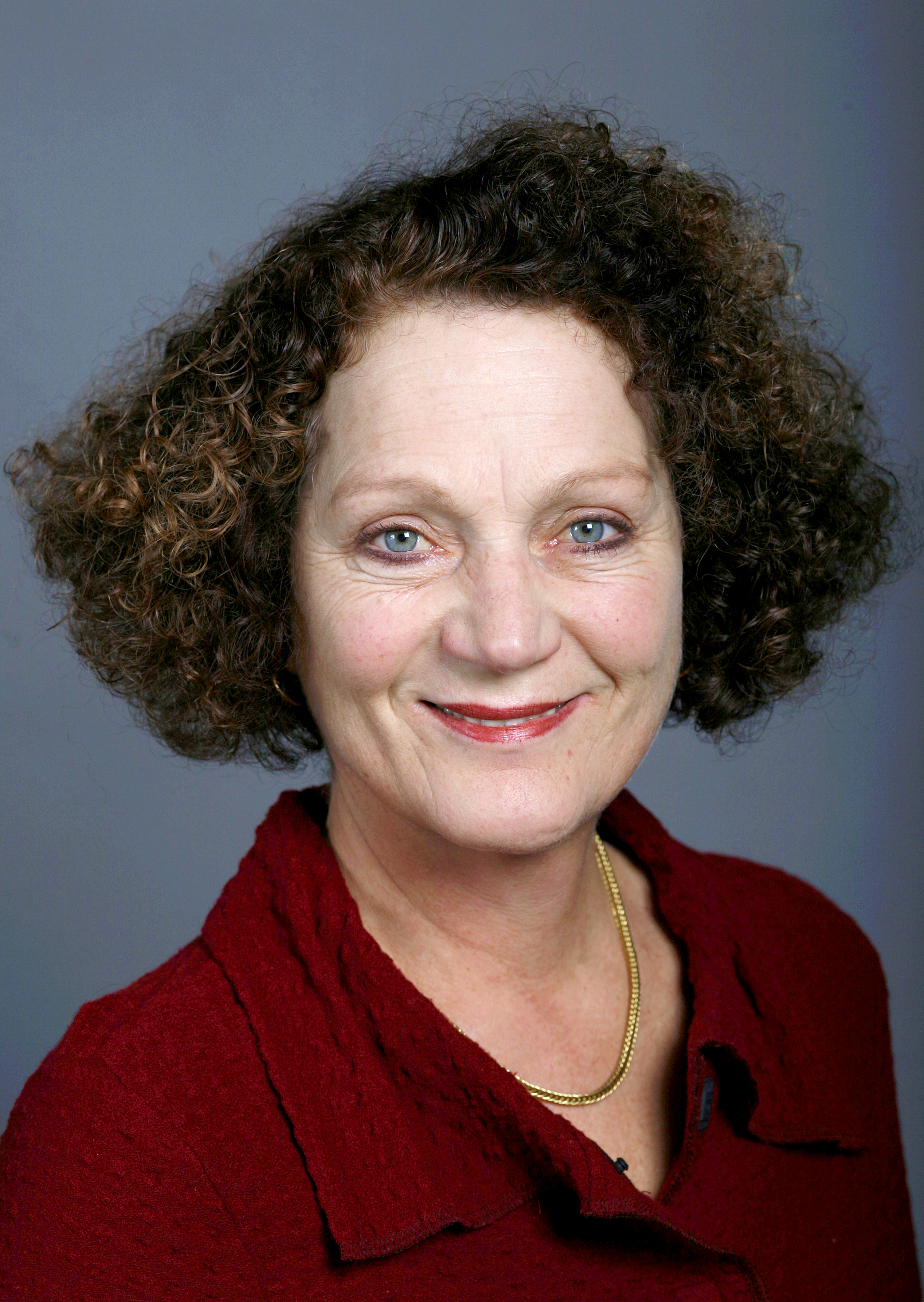
Therese Frösch, conseillère nationale bernoise et présidente du groupe des Verts à l'Assemblée fédérale, est considérée comme une candidate potentielle, mais elle n'est pas retenue par son groupe.

Parmi les candidats potentiels, 24 heures mentionne Daniel Brélaz (alors syndic de Lausanne) et Robert Cramer (alors conseiller d'État genevois). Antonio Hodgers, conseiller national genevois récemment élu, considère que « la candidature doit être alémanique et féminine », citant Maya Graf (conseillère nationale bâloise) et Therese Frösch (conseillère nationale bernoise et présidente du groupe des Verts aux Chambres). Le choix définitif du candidat est agendé pour l'assemblée des délégués du parti du samedi 1er décembre,.

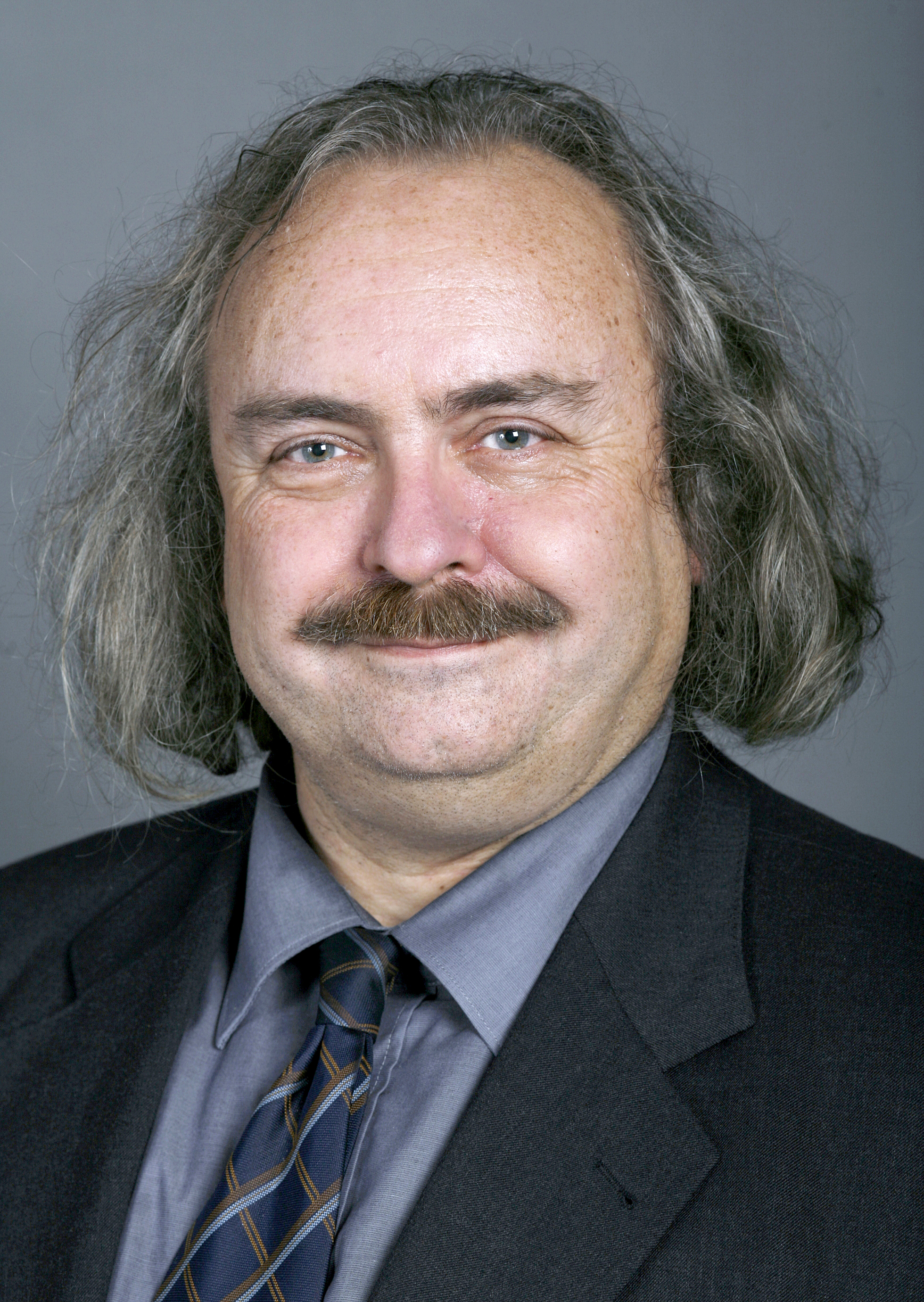
Luc Recordon, conseiller aux États vaudois, se présente pour l'élection au Conseil fédéral au nom des Verts.

Le 23 novembre, le groupe des Verts à l'Assemblée fédérale annonce qu'il propose Luc Recordon, fraîchement élu à la Chambre des cantons et largement respecté par ses collègues parlementaires. Luc Recordon justifie cette candidature car 71 % des votants auraient choisi un parti ne représentant pas la « ligne de Blocher » lors des élections pour le Conseil national. Il indique aussi ne pas attaquer la personne de Christoph Blocher (« qui lui importe peu »), mais plutôt « la ligne qu'il représente »,. Le groupe des Verts préfère le conseiller aux États vaudois par 15 voix contre 6 pour la conseillère nationale bernoise Therese Frösch et 2 abstentions,.
L'assemblée des délégués des Verts a lieu le 1er décembre 2007 à Binningen, dans le canton de Bâle-Campagne et la « candidature de combat contre Blocher » est approuvée à une large majorité,.
La candidature du conseiller aux États vaudois n'est pas prise au sérieux par plusieurs journaux,. 24 heures se montre encore plus sévère en ne donnant aucune chance de succès pour Luc Recordon. Le Temps y voit plutôt une « candidature très explicitement conçue comme une candidature de combat et de témoignage, dirigée contre un ministre de la Justice jugé indigne de siéger au gouvernement pour cause de non-respect des valeurs fondamentales », mais reconnaît que Luc Recordon n'a aucune chance d'être élu. Selon la NZZ am Sonntag, la candidature de Luc Recordon met le PS dans l'embarras, car les socialistes savent qu'une majorité de leurs députés aux Chambres fédérales voteront pour lui alors que les instances du parti se sont prononcées en faveur du maintien de la formule magique.
Les Verts admettent eux-mêmes, lors de la nomination de Luc Recordon, que ce dernier n'a que de minces chances d'être élu. 24 heures rapporte toutefois que Luc Recordon se dit prêt à « s'incliner » devant une candidate bourgeoise qui aurait plus de chance que lui pour déloger Christoph Blocher.

### Autres candidatures

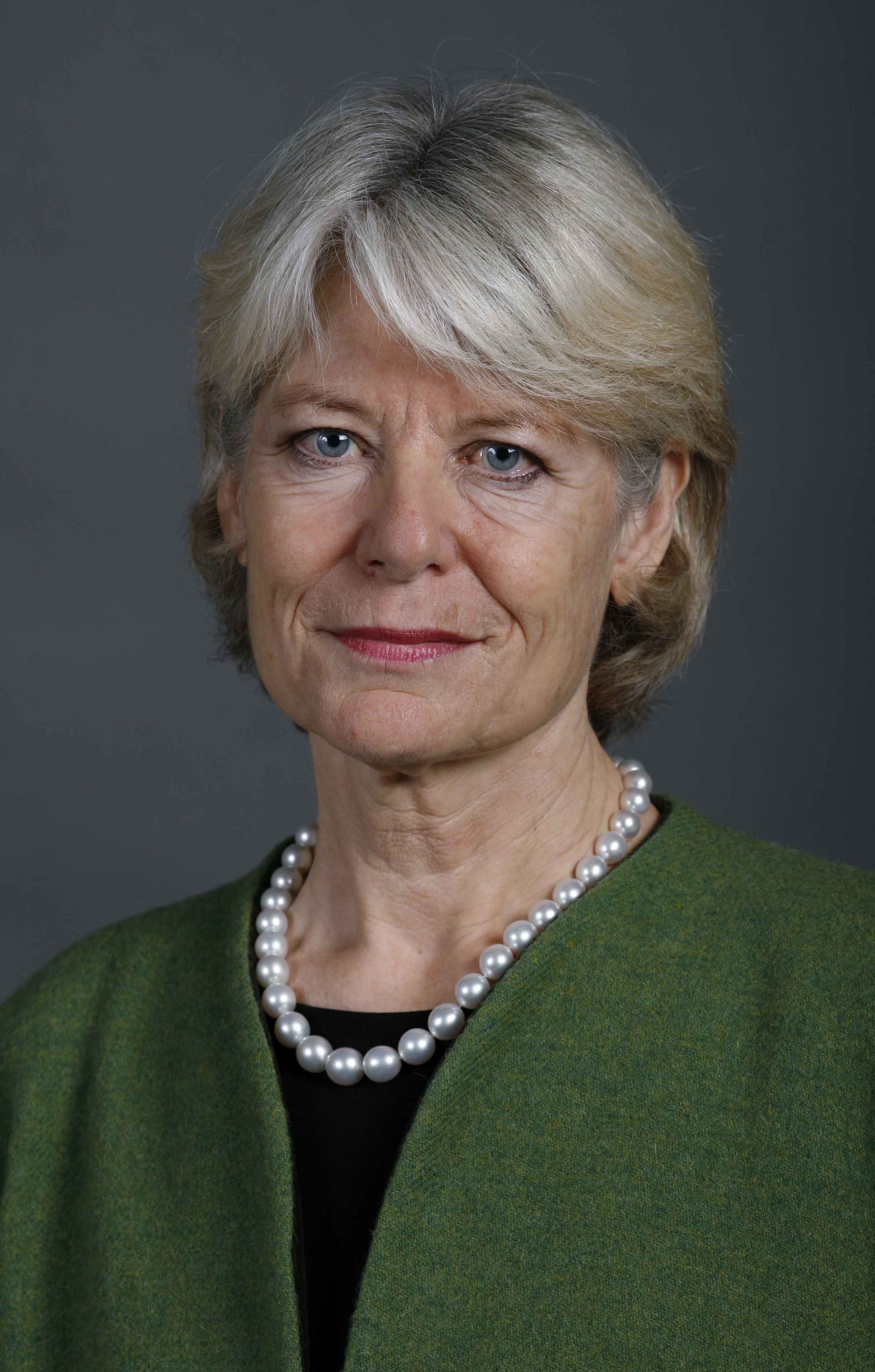
Verena Diener, conseillère aux États vert-libérale zurichoise, est mentionnée également comme potentielle candidate contre Christoph Blocher.

À peine la nomination de Luc Recordon comme candidat officiel des Verts annoncée, la SonntagsZeitung dévoile un plan secret préparé par certains députés socialistes aux Chambres pour promouvoir la candidature de Verena Diener, nouvellement entrée au Conseil des États sous les couleurs des Vert'libéraux. Plusieurs cadres du Parti socialiste s'expriment en faveur de cette candidature, dont Roger Nordmann, chef de groupe aux Chambres, qui la considère comme plus adéquate au poste, car elle est bourgeoise, contrairement à Luc Recordon, qui est plus à gauche. L'intéressée dément toutefois le lendemain toute aspiration gouvernementale, affirmant que ce plan aurait été élaboré sans sa connaissance.

### Rôle d'Eveline Widmer-Schlumpf

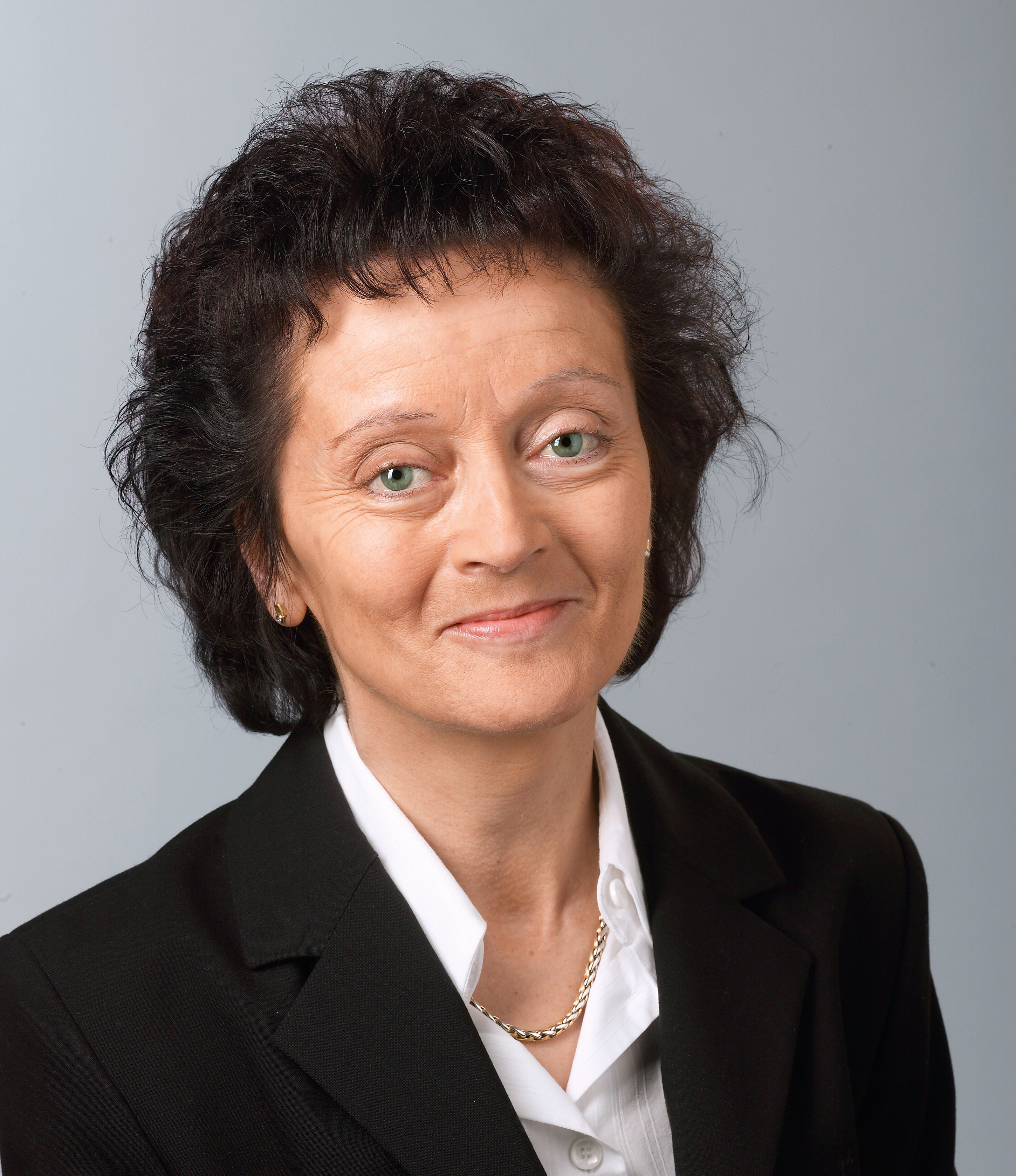
Eveline Widmer-Schlumpf, conseillère d'État grisonne, n'est la candidate officielle d'aucun parti en 2007.

En 2007, Eveline Widmer-Schlumpf est conseillère d'État du canton des Grisons, première femme siégeant à l'exécutif cantonal, sous la bannière de l'UDC depuis 1999. Elle préside également la Conférence des directeurs cantonaux des finances,. Elle est la fille de Leon Schlumpf, conseiller fédéral UDC grison de 1980 à 1987. Pour la préparation des élections au Conseil fédéral de 2003, Ueli Maurer parle d'Eveline Widmer-Schlumpf comme une « candidate très valable, une des politiciennes les plus compétentes du pays »,,. Selon Daniel Foppa, chef de la rédaction Suisse au Tages-Anzeiger en 2007, Eveline Widmer-Schlumpf est déjà pressentie pour une candidature au Conseil fédéral en 2000 et en 2003, mais ces projets de candidature n'aboutissent pas,. Daniel Foppa ajoute que la conseillère d'État grisonne se démarque par son caractère et style politiques modérés, de sorte qu'elle est appréciée dans les rangs de la gauche.
Avant même que les élections fédérales ne soient passées, le Tages-Anzeiger rapporte que le PS aurait découvert un plan secret de l'UDC visant à faire sortir les deux conseiller fédéraux socialistes du gouvernement,. Ce plan fait suite à une interview de Christoph Blocher dans la SonntagsZeitung à la mi-octobre 2007, où le magistrat zurichois laisse planer la possibilité d'un Conseil fédéral composé exclusivement de partis bourgeois, soit trois démocrates du centre, deux radicaux et deux démocrates-chrétiens. Parmi les politiciens appelés à prendre part à ce nouveau gouvernement entièrement bourgeois, Le Temps cite Eveline Widmer-Schlumpf. Selon les indications fournies par la principale intéressée à la Südostschweiz, Le Temps ne l'aurait pas interpellée au sujet de ce « plan secret ». La Südostschweiz souligne toutefois que la conseillère d'État grisonne ne se prononce pas sur une possible candidature, alors que le Tages-Anzeiger affirme qu'elle aurait démenti toute volonté d'être candidate.

### Plan du PS contre Christoph Blocher

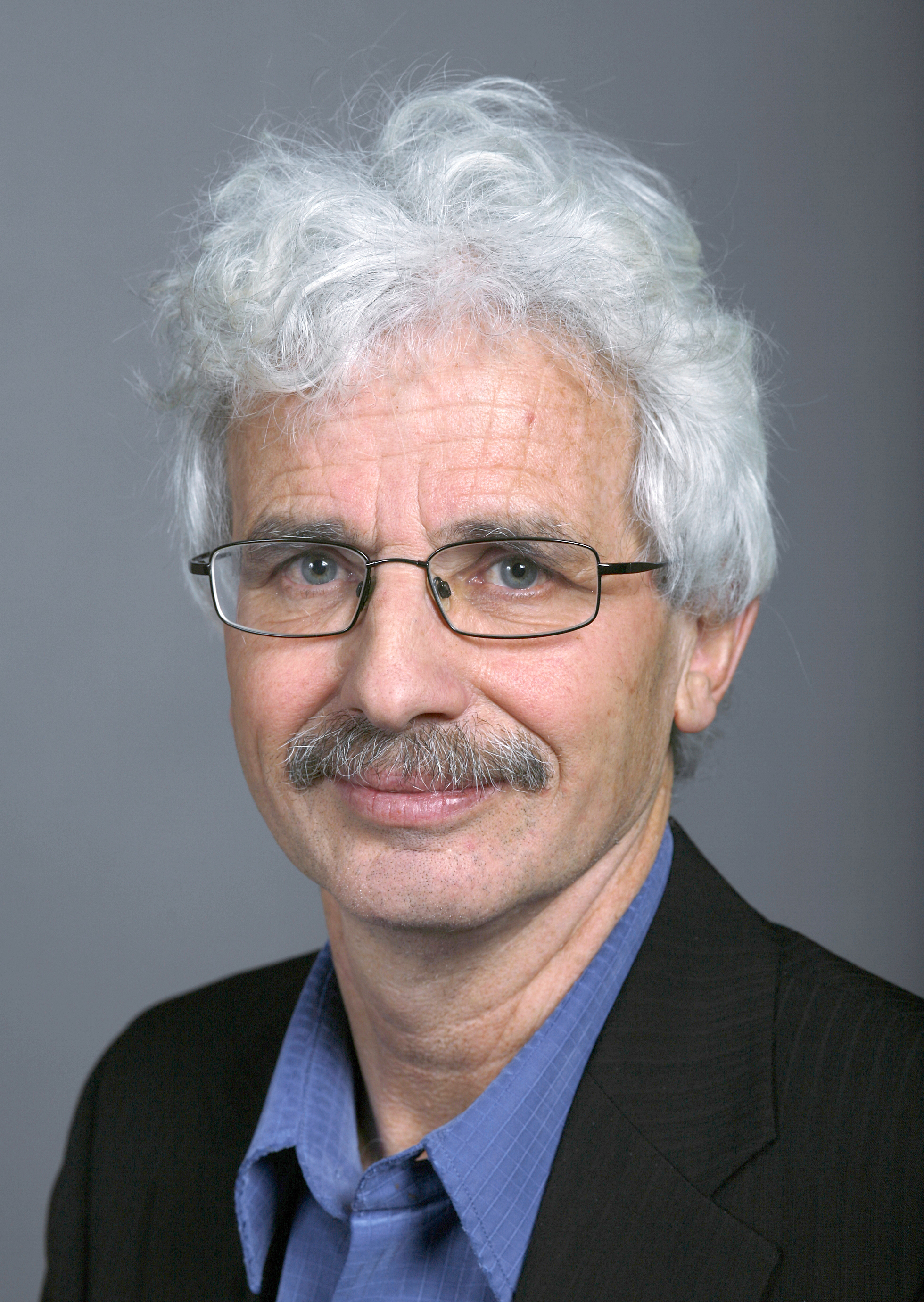
Andrea Hämmerle, conseiller national grison et vice-président du groupe socialiste aux Chambres, prend contact avec Eveline Widmer-Schlumpf moins d'une semaine avant les élections du 12 décembre.

Dans son ouvrage sur la non-réélection de Christoph Blocher, Andrea Hämmerle indique avoir été chargé par la présidence du groupe socialiste aux Chambres de prendre contact avec Eveline Widmer-Schlumpf, dans la perspective de présenter une candidature contre celle de Christoph Blocher pour la session d'hiver 2007. Ursula Wyss, conseillère nationale bernoise et présidente du groupe socialiste aux Chambres, est considérée comme la principale exécutrice de ce plan.

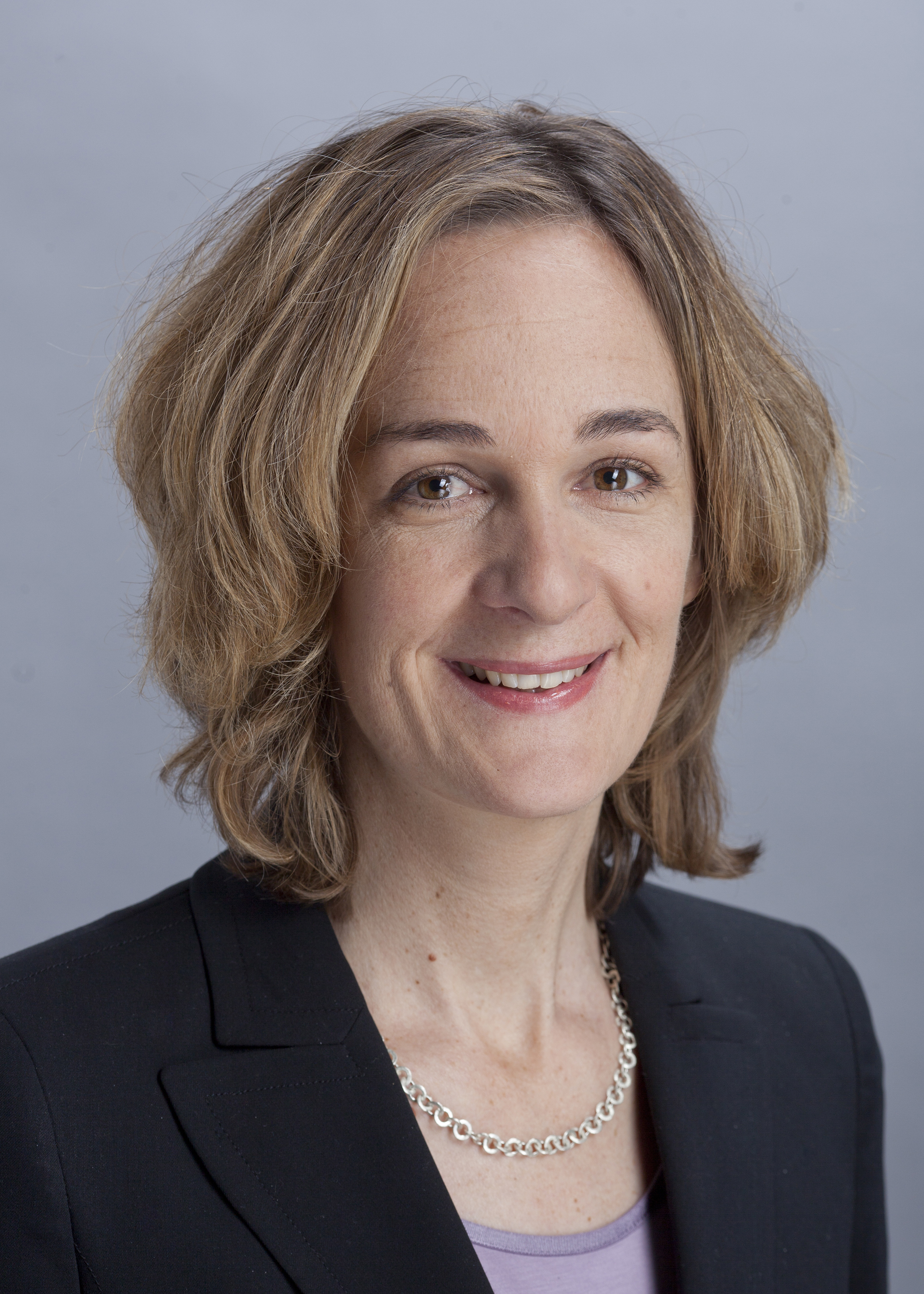
Ursula Wyss, conseillère nationale bernoise et présidente du groupe socialiste aux Chambres.

Le conseiller national grison prend contact avec la magistrate grisonne le samedi de la première semaine de session (soit le 8 décembre),. Il justifie alors à Eveline Widmer-Schlumpf le plan élaboré par téléphone : au vu des chances inexistantes de Luc Recordon de se faire élire et de l'hésitation du PDC, elle peut compter sur les voix du PS pour le premier tour et éventuellement celles des Verts à partir du deuxième tour. En tout état de cause, une réunion est organisée le deuxième lundi de session (le 10 décembre) entre différentes personnalités du PDC et du PS : Ursula Wyss, Hans-Jürg Fehr et Alain Berset (mais sans la présence d'Andrea Hämmerle) pour les socialistes, Urs Schwaller et Christophe Darbellay pour les démocrates-chrétiens. Andrea Hämmerle reprend contact avec Eveline Widmer-Schlumpf le lendemain, soit la veille des élections, avant les séances des groupes parlementaires de l'après-midi.

## Déroulement des élections

### Propositions des groupes parlementaires
En début de session, le groupe UDC aux Chambres annonce qu'il réélira tous les conseillers fédéraux en fonction et qu'il n'auditionnera pas Luc Recordon. Il déclare aussi clairement que si l'Assemblée fédérale ne devait pas élire ses deux candidats officiels, l'UDC deviendrait un parti d'opposition et qu'elle exclurait tout conseiller fédéral UDC élu qui ne serait pas Christoph Blocher ou Samuel Schmid.
Les groupes parlementaires se réunissent plusieurs fois avant de proposer leurs candidats. Les groupes socialiste et démocrate-chrétien se réunissent (séparément) à 15 h le mardi 11 décembre à Berne. À 17 h 30, Urs Schwaller, président du groupe CEg (à majorité démocrate-chrétienne), annonce aux journalistes que son groupe ne propose pas Christoph Blocher à la réélection, mais tient à la concordance, et en conséquence ne propose pas d'autre candidat,. Ils ne soutiennent pas non plus la candidature de Luc Recordon. Le chef du groupe refuse toutefois de dévoiler le résultat du vote au sein du groupe. Ce modus operandi du PDC est très critiqué par les écologistes, Ueli Leuenberger décrivant le PDC comme un « parti de chiards » pour ne pas avoir présenté leur propre candidat.
Une fois la nouvelle parvenue chez les socialistes, des noms circulent, mais Mario Fehr arrive à faire accepter unanimement par son groupe une motion d'ordre interdisant cette discussion nominale. Le groupe socialiste aux Chambres ne se prononce pas le 11 décembre au soir, et décide de se réunir le lendemain, jour de l'élection, à 7 h. Selon 24 heures et le Blick du 12 décembre, les noms d'Eveline Widmer-Schlumpf, de Bruno Zuppiger, de Caspar Baader et de Brigitta Gadient, conseillère nationale grisonne, circulent dans les couloirs du Palais fédéral la veille, lors de la nuit dite des longs couteaux,.
Les groupes parlementaires proposent ainsi les personnes suivantes pour les élections :
| Groupe parlementaire (partis) | Groupe parlementaire (partis) | Moritz Leuenberger | Pascal Couchepin | Samuel Schmid | Micheline Calmy-Rey | Christoph Blocher | Hans-Rudolf Merz | Doris Leuthard | Luc Recordon | Total |
| ----------------------------- | ----------------------------- | ------------------ | ---------------- | ------------- | ------------------- | ----------------- | ---------------- | -------------- | ------------ | ----- |
|                               | Groupe V (UDC, LdT et UDF)    | –                  | proposé          | proposé       | –                   | proposé           | proposé          | –              | –            | 4     |
|                               | Groupe S (PSS)                | proposé            | proposé          | proposé       | proposée            | –                 | proposé          | proposée       | –            | 6     |
|                               | Groupe CEg (PDC, PEV et PVL)  | proposé            | proposé          | proposé       | proposée            | –                 | proposé          | proposée       | –            | 6     |
|                               | Groupe RL (PRD et PLS)        | proposé            | proposé          | proposé       | proposée            | proposé           | proposé          | proposée       | –            | 7     |
|                               | Groupe G (PES, PCS et PST)    | proposé            | –                | –             | proposée            | –                 | –                | –              | proposé      | 3     |
| Total                         | Total                         | 4 sur 5            | 4 sur 5          | 4 sur 5       | 4 sur 5             | 2 sur 5           | 4 sur 5          | 3 sur 5        | 1 sur 5      |       |

### Nuit des longs couteaux
Lors de la nuit des longs couteaux, Andrea Hämmerle dit se questionner sur la viabilité du coup, doutant que le groupe CEg (composé d'une majorité de députés PDC) puisse faire un bloc compact en faveur d'Eveline Widmer-Schlumpf. Une délégation composée d'Alain Berset, de Christian Levrat, de Christophe Darbelley et d'Ueli Leuenberger (vice-président des Verts) est lancée dans les bars bernois pour essayer de convaincre des parlementaires fédéraux radicaux, particulièrement de Suisse romande et du Tessin, qui sont critiques à l'égard de Christoph Blocher.

### Séance de l'Assemblée fédérale du12 décembre
Andrea Hämmerle et Urs Schwaller se rencontrent à 6 h 30 au Palais fédéral pour mettre au point les derniers détails de leur « plan de bataille » pour la matinée qui s'ouvre.
Une dernière réunion des groupes parlementaires est organisée avant le début de la séance de l'Assemblée fédérale, le 12 décembre à 7 h. Au même moment, le groupe des Verts s'accorde pour retirer la candidature de Luc Recordon. Les groupes partent du principe que Christoph Blocher sera malgré tout réélu ; au groupe socialiste, on estime que sa réélection sera même entérinée au premier tour de scrutin. Le dernier mot d'ordre est qu'aucun membre des trois groupes impliqués ne devait présenter ouvertement ou publiquement, lors de la session de l'Assemblée fédérale, la candidature de la conseillère d'État grisonne. Andrea Hämmerle considère ce silence comme crucial pour la réussite du projet, car au Palais fédéral les journalistes, personnalités politiques, fonctionnaires et autres assistants parlementaires se côtoient de tellement près que les bruits et rumeurs peuvent rapidement prendre des dimensions disproportionnées et vite incontrôlables.

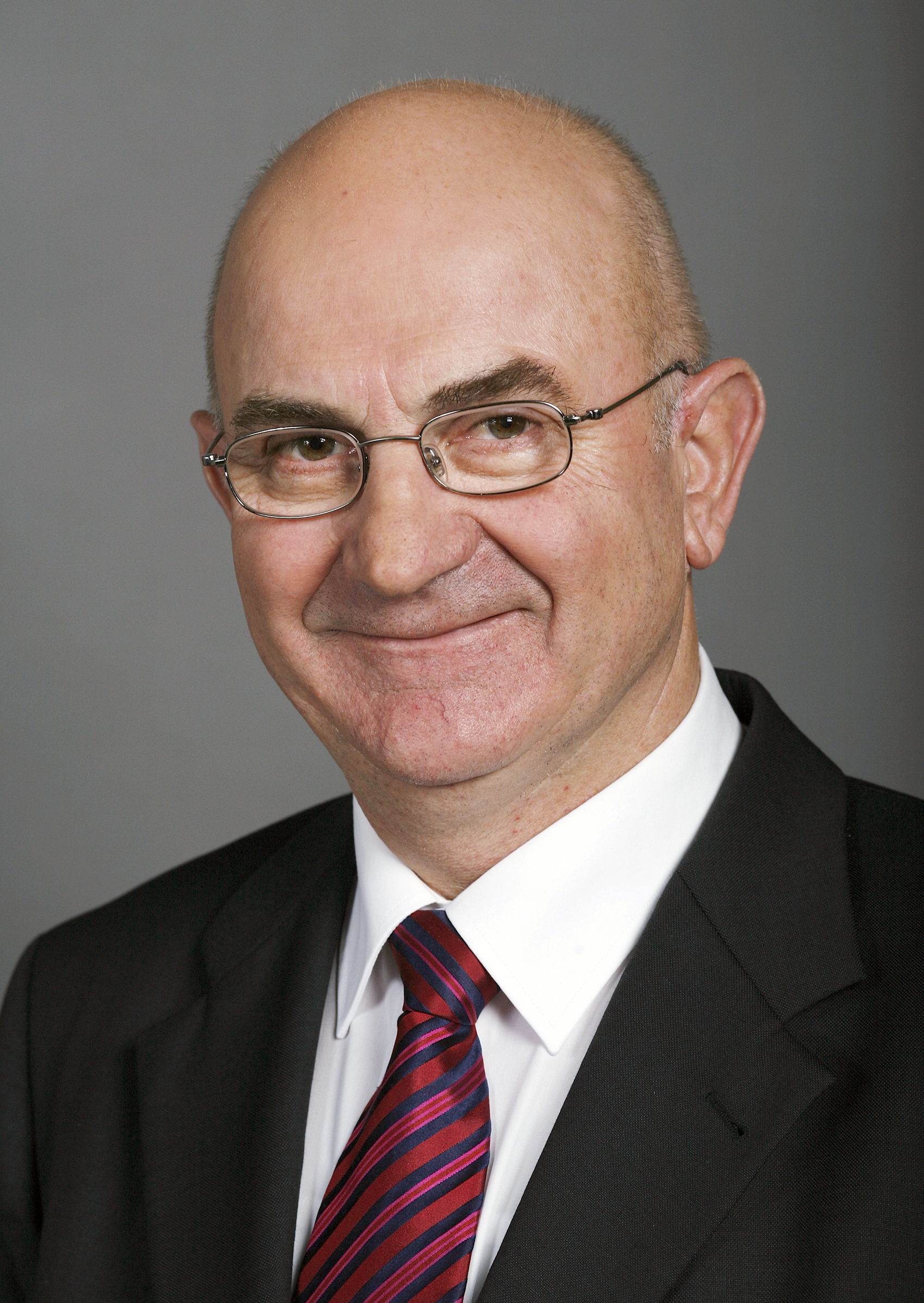
André Bugnon, conseiller national UDC vaudois, préside l'Assemblée fédérale (Chambres réunies) pour les élections du Conseil fédéral du 12 décembre 2007.

L'Assemblée fédérale (Chambres réunies) se réunit le 12 décembre dans la salle du Conseil national. La séance est ouverte à 8 h par l'UDC André Bugnon,, président du Conseil national, qui préside également l'Assemblée fédérale lorsqu'elle siège en Chambres réunies. En dehors de la salle, en particulier dans les antichambres et la salle des pas perdus, une certaine agitation règne, car les locaux sont occupés majoritairement par des journalistes et des équipes techniques pour la radio et la télévision. Selon Andrea Hämmerle, les premières rumeurs circulent entre journalistes sur la possibilité d'un plan secret contre Christoph Blocher.

#### Premier tour de scrutin

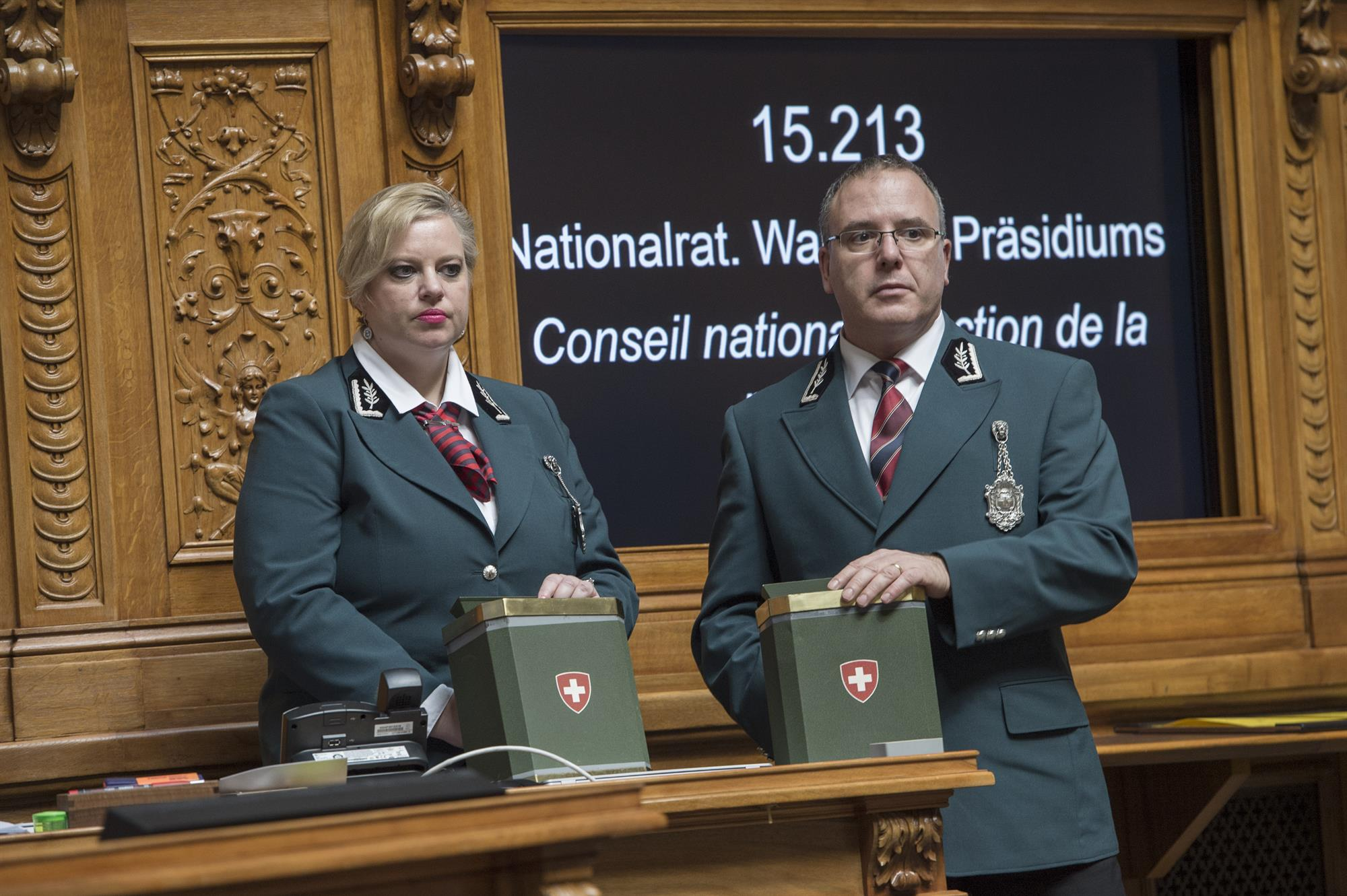
Deux huissers du Parlement tenant les urnes pour les élections par l'Assemblée fédérale (ici en 2015 pour l'élection de la présidence du Conseil national).

À 8 h 40, les élections du Conseil fédéral pour la période 2008-2011 commencent. Chaque groupe a la possibilité de s'exprimer sur les propositions faites.
Ursula Wyss, présidente du groupe socialiste, prend la première la parole et recommande au nom de son groupe les candidatures de Moritz Leuenberger et de Micheline Calmy-Rey. Elle indique également que son groupe soutient les candidatures des deux radicaux Pascal Couchepin et Hans-Rudolf Merz, de la démocrate-chrétienne Doris Leuthard et de l'UDC Samuel Schmid. Urs Schwaller, président du groupe CEg, souligne au pupitre du Conseil national que l'UDC et le Parti socialiste ont droit à deux sièges au Conseil fédéral, mais déclare que son groupe ne peut pas se prononcer en faveur d'une candidature de Christoph Blocher ; néanmoins, le groupe ne propose pas d'autre candidat. Il communique également que son groupe ne soutient pas la candidature de Luc Recordon. Josef Zisyadis, conseiller national popiste vaudois, mais siégeant au sein du groupe des Verts, s'exprime comme suit : « la gauche d'opposition que je représente encore dans ce Parlement vous invite à voter pour tout candidat susceptible de barrer la route à un homme [Christoph Blocher] et à un parti d'extrême droite [l'UDC] qui veut tout le pouvoir pour lui tout seul. Aujourd'hui, cette candidature s'appelle Eveline  Widmer-Schlumpf, car il y a urgence démocratique à mettre fin à l'imposture politique que connaît notre pays »,. Andrea Hämmerle considère cette prise de parole comme seule « panne » dans l'effort de garder la candidature d'Eveline Widmer-Schlumpf secrète jusqu'au bout. Caspar Baader annonce que son groupe votera blanc pour les candidatures de Moritz Leuenberger et de Micheline Calmy-Rey, en réaction à l'annonce du PS de ne pas soutenir Christoph Blocher.
Comme indiqué plus haut, chaque membre du Conseil fédéral est élu séparément. Chaque élection dure une quinzaine de minutes.

#### Résultats détaillés du premier tour
| Conseiller sortant          | 157     | 88,20   | 205     | 88,74   | 201     | 91,78   | 153      | 85,00    | 111       | 46,64     | 213     | 91,42   | 160      | 83,77    |  |  |  |  |  |  |  |  |  |  |  |  |  |  |  |
| Autres candidats            | 21      | 11,80   | 26      | 11,26   | 18      | 8,22    | 27       | 15,00    | 11        | 4,62      | 20      | 8,58    | 19       | 9,95     |  |  |  |  |  |  |  |  |  |  |  |  |  |  |  |
| Eveline Widmer-Schlumpf     |         |         |         |         |         |         |          |          | 116       | 48,74     |         |         |          |          |  |  |  |  |  |  |  |  |  |  |  |  |  |  |  |
| Christoph Blocher           |         |         | 12      | 6,28    |         |         |          |          |           |           |         |         |          |          |  |  |  |  |  |  |  |  |  |  |  |  |  |  |  |
| Résultat                    | ✔ Réélu | ✔ Réélu | ✔ Réélu | ✔ Réélu | ✔ Réélu | ✔ Réélu | ✔ Réélue | ✔ Réélue | Non réélu | Non réélu | ✔ Réélu | ✔ Réélu | ✔ Réélue | ✔ Réélue |  |  |  |  |  |  |  |  |  |  |  |  |  |  |  |
|                             |         |         |         |         |         |         |          |          |           |           |         |         |          |          |  |  |  |  |  |  |  |  |  |  |  |  |  |  |  |
| Votes valables              | 178     | 72,36   | 231     | 93,90   | 219     | 89,75   | 180      | 73,17    | 238       | 96,74     | 233     | 95,49   | 191      | 78,28    |  |  |  |  |  |  |  |  |  |  |  |  |  |  |  |
| Votes blancs,               | 64      | 26,02   | 13      | 5,28    | 21      | 8,61    | 65       | 26,42    | 6         | 2,44      | 8       | 3,28    | 49       | 20,08    |  |  |  |  |  |  |  |  |  |  |  |  |  |  |  |
| Votes nuls,                 | 4       | 1,63    | 2       | 0,81    | 4       | 1,64    | 1        | 0,41     | 2         | 0,81      | 3       | 1,23    | 4        | 1,64     |  |  |  |  |  |  |  |  |  |  |  |  |  |  |  |
| Total des bulletins rentrés | 246     | 100     | 246     | 100     | 244     | 100     | 246      | 100      | 246       | 100       | 244     | 100     | 244      | 100      |  |  |  |  |  |  |  |  |  |  |  |  |  |  |  |
| Bulletins délivrés          | 246     | -       | 246     | -       | 244     | -       | 246      | -        | 246       | -         | 246     | -       | 245      | -        |  |  |  |  |  |  |  |  |  |  |  |  |  |  |  |
| Inscrits / participation    | 246     | 100     | 246     | 100     | 246     | 99,19   | 246      | 100      | 246       | 100       | 246     | 99,19   | 246      | 99,19    |  |  |  |  |  |  |  |  |  |  |  |  |  |  |  |

Moritz Leuenberger est réélu le premier à 9 h avec 157 voix,. Sont ensuite élus le radical valaisan Pascal Couchepin (par 205 voix), l'agrarien bernois Samuel Schmid (avec 201 voix) et la socialiste genevoise Micheline Calmy-Rey (avec 153 voix),.

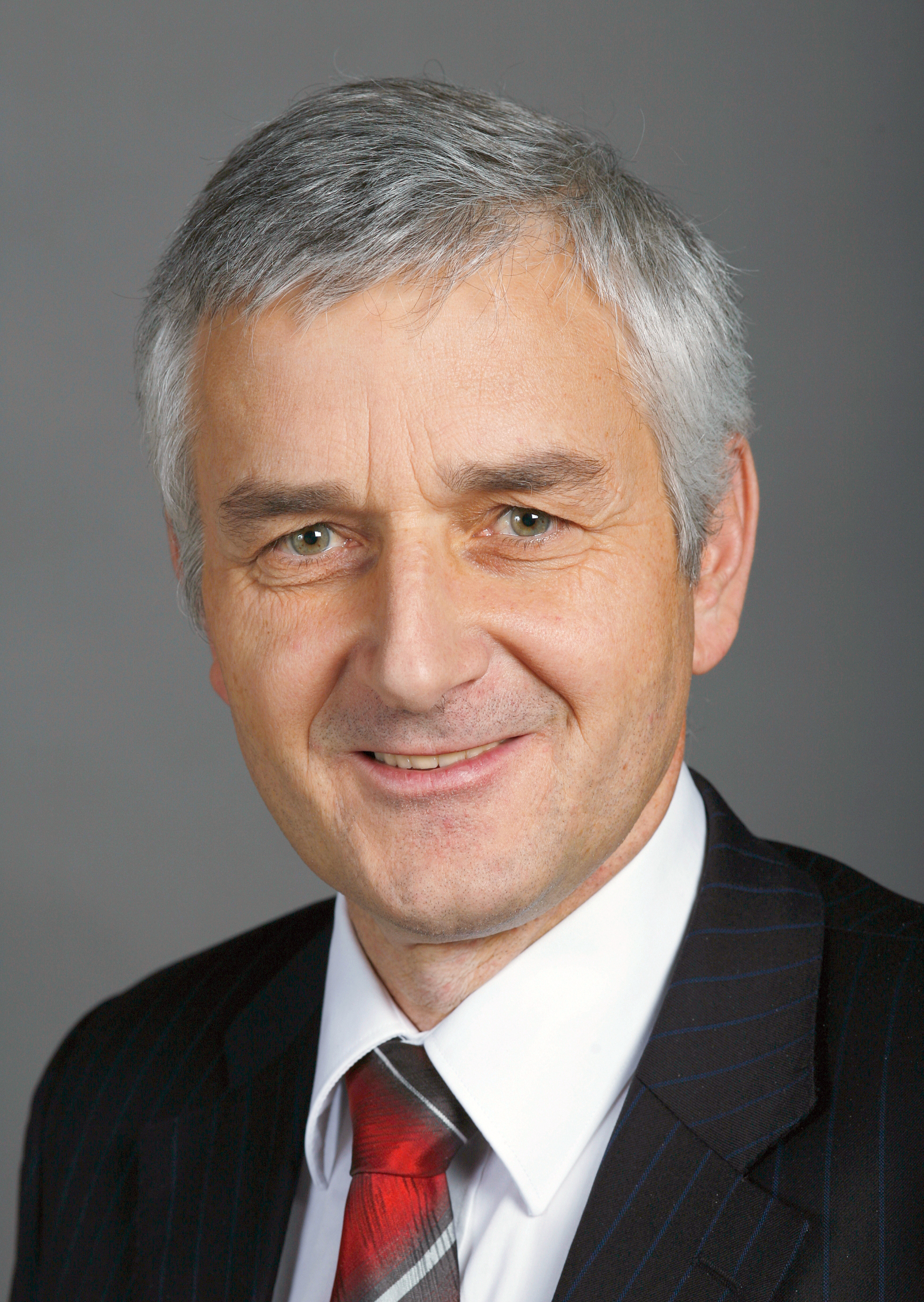
Caspar Baader, chef du groupe UDC aux Chambres, défend le bilan de Christoph Blocher à la tribune avant que l'Assemblée fédérale procède à l'élection.

À 10 h, la présidente du groupe des Verts Therese Frösch annonce que son groupe retire la candidature de Luc Recordon pour le scrutin suivant « au profit d'une candidature plus prometteuse »,. Caspar Baader prend une nouvelle fois la parole pour mettre en garde la gauche et le centre et fait une liste des accomplissements de Christoph Blocher. Au même instant (peu après 10 h), Eveline Widmer-Schlumpf monte dans le train à Coire pour se rendre à Berne. À 10 h 18, ni Christoph Blocher (111 voix), ni Eveline Widmer-Schlumpf (116 voix) n'obtiennent assez de voix pour atteindre la majorité absolue (120 voix). Un second tour est alors organisé.
Après ce dernier, Hans-Rudolf Merz est réélu avec 213 voix et enfin, Doris Leuthard est également réélue à 11 h 21 avec 160 voix, tous deux sans aucune difficulté.
L'annonce de Caspar Baader quant aux votes de son groupe pour la réélection de Moritz Leuenberger et de Micheline Calmy-Rey se reflète dans le nombre de votes blancs (64 et 65 respectivement, alors que le groupe UDC dispose de 55 parlementaires fédéraux). Le même schéma se reproduit pour la réélection de Doris Leuthard, certaines voix allant expressément à Christoph Blocher, mais la majorité vote blanc.

#### Second tour de scrutin
Un second tour de scrutin est organisé pour déterminer la succession de Christoph Blocher. Personne ne demande la parole à ce moment. Avant que le second tour ne commence, le président André Bugnon rappelle aux journalistes et cadreurs opérant dans la salle du Conseil national qu'ils ne doivent pas filmer les parlementaires, de sorte à sauvegarder le secret du vote.
| Eveline Widmer-Schlumpf     | 125 | 51,65 |  |  |
| Christoph Blocher           | 115 | 47,52 |  |  |
| Autres candidats            | 2   | 0,83  |  |  |
|                             |     |       |  |  |
| Votes valables              | 242 | 98,37 |  |  |
| Votes blancs,               | 4   | 1,63  |  |  |
| Votes nuls,                 | 0   | 0,00  |  |  |
| Total des bulletins rentrés | 246 | 100   |  |  |
| Bulletins délivrés          | 246 | -     |  |  |
| Inscrits / participation    | 246 | 100   |  |  |

À 10 h 42, et à la surprise générale, Eveline Widmer-Schlumpf est élue à la place de Christoph Blocher par 125 voix contre 115, avec une majorité absolue de 122 voix. Au Bulletin officiel (le procès-verbal des séances parlementaires), il est indiqué « Grosser Beifall »,, soit applaudissements nourris. Pour Andrea Hämmerle, présent dans la salle à ce moment, celle-ci est plutôt divisée en deux : d'un côté, le côté gauche se lève, applaudit énergiquement et certains s'embrassent ; de l'autre côté, surtout sur les bancs de l'UDC, la colère, la désillusion et la frustration se lisent sur les visages. Pour la quatrième fois depuis 1848, un conseiller fédéral en exercice n'est pas réélu.
À la suite de la proclamation des résultats par André Bugnon, le groupe UDC aux Chambres dépose une motion d'ordre visant la suspension de la séance jusqu'à 13 h, de manière à laisser le temps à Eveline Widmer-Schlumpf d'arriver à Berne et de communiquer l'acceptation de son élection ou non. Celle-ci est refusée par 79 voix contre 155.

#### Élection à la Chancellerie fédérale
Après les élections du Conseil fédéral, les parlementaires sont appelés à se prononcer sur la succession d'Annemarie Huber-Hotz, chancelière de la Confédération depuis le 1er janvier 2000, radicale et première femme à ce poste. Elle dirige la Chancellerie fédérale (« au même titre qu’un conseiller fédéral dirige son département »), chargée de coordonner les activités du Conseil fédéral et de l'administration fédérale avec l'assistance de deux vice-chanceliers. Contrairement à ses homonymes allemand et autrichien, elle n'est pas à la tête du gouvernement, mais siège avec le Conseil fédéral lors de ses séances, rédige le procès-verbal et ne prend pas part aux votes. Le titulaire du poste est surnommé dans les médias « le 8e conseiller fédéral ». Il est également élu par l'Assemblée fédérale.
Annemarie Huber-Hotz annonce en février 2007 qu'elle ne se représente pas à sa réélection pour la session d'hiver. La presse fait état de plusieurs candidatures pour sa succession.
Fin octobre 2007, Yves Bichsel, secrétaire-général adjoint du Département fédéral de justice et police, membre de l'UDC et réputé proche de Christoph Blocher, annonce qu'il brigue le poste. Le Temps rapporte également l'intérêt de Jean-Blaise Defago, chef de la communication au DDPS (lui aussi UDC) et, toujours à l'UDC, de Brigitta Gadient, conseillère nationale grisonne, mais en opposition à la ligne blochérienne. Côté romand, le nom de Nathalie Falcone-Goumaz, secrétaire-générale adjointe du DEFR et également UDC , est mentionné,. Les radicaux veulent maintenir leur mainmise sur ce poste, et les noms de Peter Grünenfelder, chancelier d'État du canton d'Argovie, et de Markus Seiler, secrétaire général du DDPS, circulent. En fin de compte, Markus Seiler est retenu par le groupe RL aux Chambres.

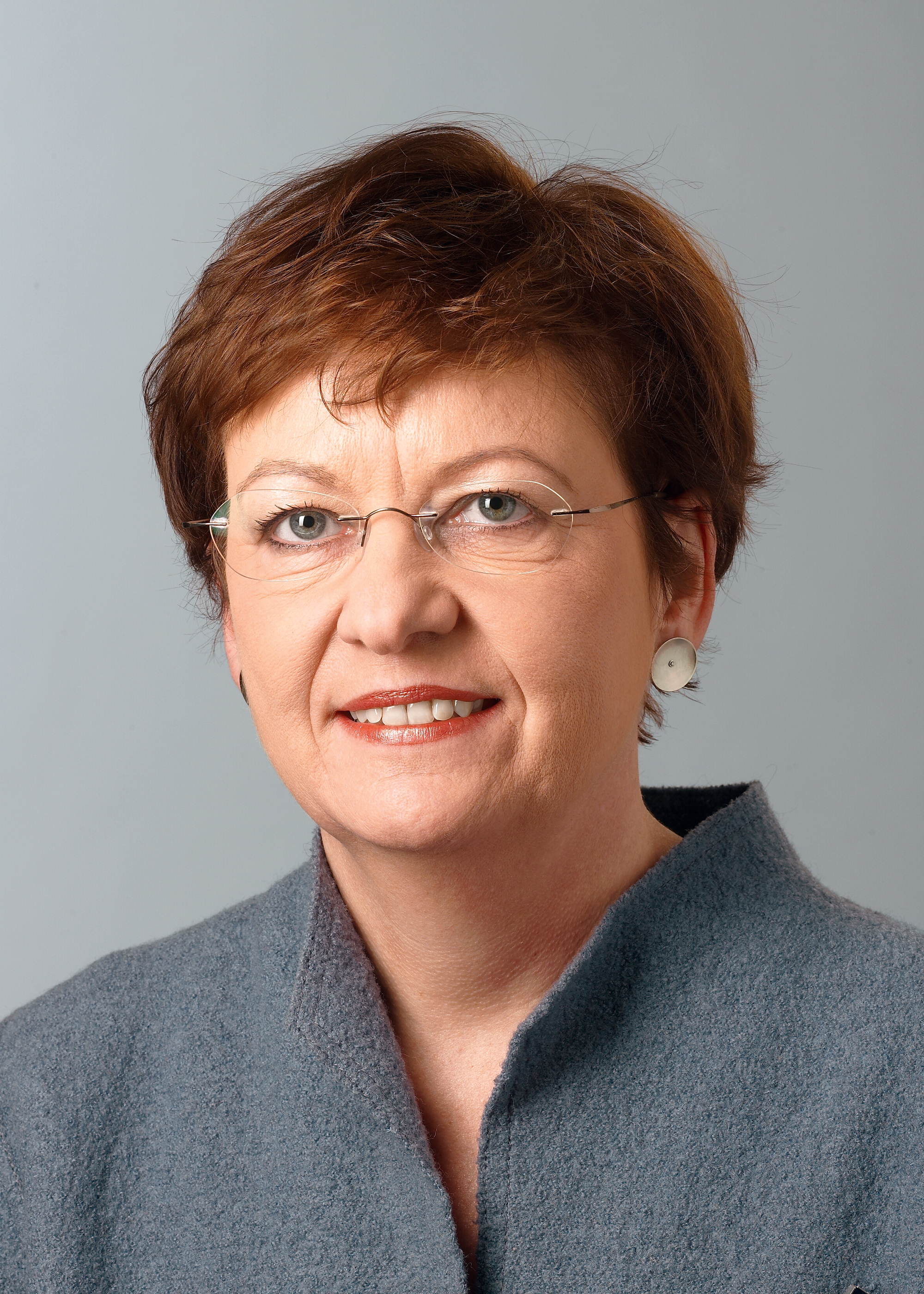
Corina Casanova, vice-chancelière depuis 2005, est élue chancelière de la Confédération en 2007.

Corina Casanova, vice-chancelière depuis 2005, membre du PDC et originaire de la minorité romanche du canton des Grisons, annonce début novembre 2007 qu'elle « veut devenir calife à la place du calife », selon l'expression consacrée par 24 heures. Annemarie Huber-Hotz indique publiquement qu'elle préfère voir Corina Casanova lui succéder.
Les Verts ne montrent pas d'intérêt pour le poste, le décrivant comme « peu intéressant ».
Selon Daniel S. Miéville, la victoire électorale en octobre explique la multiplicité de candidatures annoncées au sein du parti agrarien, mais montre également qu'il considère le poste comme stratégique, car son titulaire « est au courant de tout et influence indirectement les décisions du gouvernement ».
Le 12 décembre, le groupe UDC propose formellement Nathalie Falcone-Goumaz, alors que le groupe CEg propose avec le groupe des Verts Corina Casanova, et le groupe RL Markus Seiler.
| Corina Casanova             | 124 | 50,82 |  |  |
| Nathalie Falcone-Goumaz     | 64  | 26,23 |  |  |
| Markus Seiler               | 52  | 21,31 |  |  |
|                             |     |       |  |  |
| Votes valables              | 244 | 99,19 |  |  |
| Votes blancs,               | 2   | 0,81  |  |  |
| Votes nuls,                 | 0   | 0,00  |  |  |
| Total des bulletins rentrés | 246 | 100   |  |  |
| Bulletins délivrés          | 246 | -     |  |  |
| Inscrits / participation    | 246 | 100   |  |  |

Corina Casanova accepte son élection dans une allocution quadrilingue, puis est assermentée avec les autres conseillers fédéraux réélus.

#### Élection à la présidence de la Confédération
L'Assemblée fédérale élit également chaque année un membre du Conseil fédéral à la présidence de la Confédération. Le président de la Confédération préside le Conseil fédéral, et représente le collège gouvernemental en Suisse et à l'étranger. La succession à la fonction se fonde sur le principe d'ancienneté au Conseil fédéral. La Constitution fédérale interdit toutefois qu'un président ou un vice-président soit reconduit dans sa fonction l'année suivante ; de plus, un président sortant ne peut pas se faire élire vice-président l'année suivant sa présidence. La pratique depuis le XXe siècle veut que le vice-président en exercice soit élu automatiquement à la présidence ; toutefois, l'Assemblée fédérale est libre d'élire un autre conseiller fédéral directement à la présidence.
Après l'assermentation des membres du Conseil fédéral présent dans la salle le 12 décembre, l'Assemblée fédérale passe à l'élection de la présidence de la Confédération. Par ordre d'ancienneté, Pascal Couchepin, vice-président du Conseil fédéral en 2007, est proposé par tous les groupes. Le Valaisan est élu, « sans problème », par 197 voix sur 210 valables, un « excellent résultat » selon le journal valaisan Le Nouvelliste.

#### Délai de réflexion

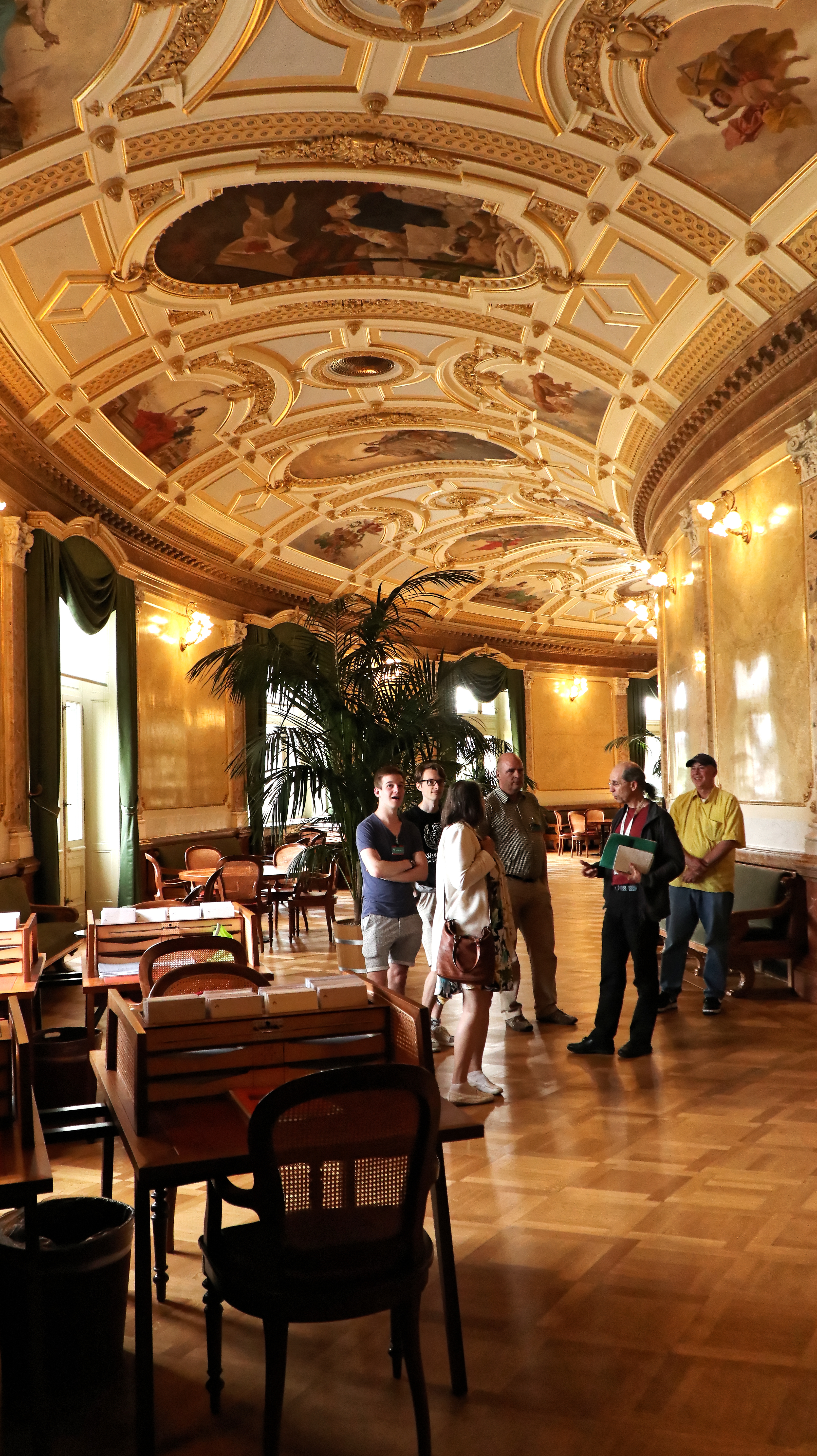
Salle des pas perdus du Palais fédéral, où s'installent des journalistes lors des sessions.

Après l'élection des deux conseillers fédéraux restants (Hans-Rudolf Merz et Doris Leuthard) et le président de la Confédération pour 2007, Caspar Baader dépose une nouvelle motion d'ordre pour attendre l'arrivée d'Eveline Widmer-Schlumpf avant d'élire le vice-président du Conseil fédéral. La motion est adoptée par 203 voix contre 15 et la séance est interrompue à 12 h 20.
Eveline Widmer-Schlumpf arrive en gare de Zurich à peu près au moment où Doris Leuthard est réélue. La conseillère fédérale élue est accueillie à Zurich par la police et conduite à Berne en voiture. Elle joint la ville fédérale et s'entretient avec André Brugnon après l'acceptation de la seconde motion d'ordre de Caspar Baader. Entre-temps, une grande agitation règne au sein du Palais fédéral, en particulier dans la salle des pas perdus et à la buvette, où des parlementaires donnent des interviews et se livrent à des spéculations sur la décision d'Eveline Widmer-Schlumpf.
À 13 h 30, la séance reprend et le président André Bugnon fait savoir à l'Assemblée fédérale qu'Eveline Widmer-Schlumpf demande un jour de réflexion avant de faire part de sa décision d'accepter l'élection ou non. La demande est « acceptée et soutenue par le groupe de l'UDC » ; aucune autre proposition n'étant déposée, la séance est levée jusqu'au lendemain, jeudi 13 décembre, à 8 h.

### Séance de l'Assemblée fédérale du13 décembre
Au matin du 13 décembre, les journaux sont remplis d'analyses et de commentaires. Sur la Place fédérale, une manifestation s'organise autour du slogan « Eveline, sag Ja! » (en allemand « Eveline, dis oui ! »). La Südostschweiz exhorte également la Grisonne à accepter son élection. Interrogée par le journal grison, Eveline Widmer-Schlumpf indique que Christoph Blocher l'a félicitée la veille pour son élection ; elle affirme que personne à l'UDC n'exerce de pression sur elle, même si elle reçoit des courriers anonymes menaçants.

#### Acceptation d'Eveline Widmer-Schlumpf
L'Assemblée fédérale tient de nouveau séance le 13 décembre, toujours sous la présidence d'André Bugnon. Après l'ouverture de la séance, il invite Eveline Widmer-Schlumpf à prendre la parole à la tribune pour déclarer si elle accepte ou non son élection.
Elle commence par remercier l'Assemblée fédérale de lui avoir octroyé un temps de réflexion,, puis annonce qu'elle accepte son élection. Le procès-verbal indique de forts applaudissements et une ovation debout partielle dans la salle.
Alors que le procédure prévoit l'assermentation de la Grisonne immédiatement après l'acceptation de son élection, Caspar Baader, chef du groupe UDC, prend la parole pour dénoncer la non-réélection de Christoph Blocher,. Étant donné que le duo Christoph Blocher-Samuel Schmid n'est pas réélu par l'Assemblée fédérale, Caspar Baader annonce que Samuel Schmid et Eveline Widmer-Schlumpf ne feront plus partie du groupe UDC aux Chambres et que l'UDC est désormais un parti d'opposition.
Par la suite, Eveline Widmer-Schlumpf se rend au centre de l'hémicycle pour prêter serment, prestation de serment suivie de nouveaux applaudissements.
Le président André Bugnon donne ensuite la parole à Christoph Blocher « pour une déclaration personnelle ». Il indique osciller entre « soulagement, déception et indignation ».

#### Élection à la vice-présidence du Conseil fédéral
Christoph Blocher est, selon l'ordre d'ancienneté, candidat à la vice-présidence du Conseil fédéral pour 2008 et donc censé assumer la présidence de la Confédération en 2009.
Chronologiquement, cette élection doit avoir lieu après l'élection à la Chancellerie fédérale. Christoph Blocher devait initialement être proposé à la fonction, mais il ne peut être élu, car il n'est réélu au Conseil fédéral. Le lendemain, le 13 décembre, une fois la Grisonne assermentée, Felix Gutzwiller, président du groupe RL aux Chambres, propose Hans-Rudolf Merz à la vice-présidence du Conseil fédéral. Il est élu à cette fonction, de nouveau sans problème, par 193 voix sur 211 valables.
Les résultats à la présidence de la Confédération et à la vice-présidence du Conseil fédéral se présentent donc comme suit :
| Candidats                   | Présidence de la Confédération | Présidence de la Confédération | Vice présidence du Conseil fédéral | Vice présidence du Conseil fédéral |
| Candidats                   | Voix                           | %                              | Voix                               | %                                  |
| --------------------------- | ------------------------------ | ------------------------------ | ---------------------------------- | ---------------------------------- |
| Pascal Couchepin            | 197                            | 93,81                          |                                    |                                    |
| Hans-Rudolf Merz            |                                |                                | 197                                | 91,47                              |
| Autres candidats            | 13                             | 6,19                           | 18                                 | 8,53                               |
|                             |                                |                                |                                    |                                    |
| Votes valables              | 210                            | 86,78                          | 211                                | 85,77                              |
| Votes blancs,               | 27                             | 11,16                          | 31                                 | 12,60                              |
| Votes nuls,                 | 5                              | 2,07                           | 4                                  | 1,63                               |
| Total des bulletins rentrés | 242                            | 100                            | 246                                | 100                                |
| Bulletins délivrés          | 243                            | -                              | 246                                | -                                  |
| Inscrits / participation    | 246                            | 98,78                          | 246                                | 100                                |

Après en avoir terminé avec les élections au Conseil fédéral et à la Chancellerie fédérale, l'Assemblée fédérale lève sa séance à 8 h 40, et les Chambres retournent, séparément, à leurs travaux parlementaires usuels.

### Réactions
L'annonce de la non-réélection de Christoph Blocher est accueillie avec joie par la centaine de personnes présentes sur la Place fédérale depuis le matin et encadrées par la police bernoise. La Liberté rapporte que huit fonctionnaires du Département fédéral des affaires étrangères se rendent sur la Place fédérale après l'annonce de la non-réélection de Christoph Blocher pour sabrer le champagne.
À l'intérieur du Palais fédéral, Ueli Maurer se considère comme le chef de l'opposition, rejoint dans cette attitude par Oskar Freysinger. Christophe Darbellay parle de « réveil républicain » et d'un parlement « qui a écrit [le 12 décembre] l'histoire ». Fulvio Pelli considère que l'UDC ne peut s'en prendre qu'à elle-même.
À l'Hôtel Kreuz, où une centaine de membres de l'UDC se sont réunis pour suivre les élections au Conseil fédéral, l'ambiance est tendue, entre coups de poing sur la table, larmes aux yeux et huées.
Andrea Hämmerle parle du plus grand événement de l'histoire moderne des élections du Conseil fédéral. La WOZ, hebdomadaire de gauche, commence son article sur la non-réélection par « Es ist einfach schön » (litt. c'est juste beau). De même sensibilité politique, l'hebdomadaire romand Domaine public parle de l'échec du style d'un ministre « fondamentalement unschweizerisch [anti-suisse] », « expulsé pour ses fautes de style autant que pour son mépris des lois ».

### Analyses
Selon Elie Burgos, Oscar Mazzoleni et Hervé Rayner, politologues à l'Université de Lausanne, les circonstances exactes de l'élection d'Eveline Widmer-Schlumpf sont sujettes à caution.
Plusieurs journaux saluent les résultats d'élection pour certains conseillers fédéraux. La NZZ décrit les résultats des deux conseillers fédéraux radicaux réélus de même que celui de Samuel Schmid comme bons.
Le rédacteur en chef de la Südostschweiz, écrivant dans le Tages-Anzeiger, voit en l'élection d'Eveline Widmer-Schlumpf un retour des cantons alpins sur la scène fédérale.

#### Coup politique
La Liberté parle de « révolution de palais », respectivement de « coup de théâtre » (tout comme Le Temps, qui parle également de revanche du Parlement). Le Tages-Anzeiger considère que personne n'a rien vu venir et qu'il y a une politique fédérale suisse avant et après l'élection d'Eveline Widmer-Schlumpf. Le Temps relève que Christoph Blocher n'est pas l'acteur du coup de théâtre, mais la victime. La WOZ indique que Christoph Blocher n'a que ses yeux pour pleurer, étant le seul responsable de cette situation (et parle même de « désastre » personnel pour le tribun zurichois).
Pour plusieurs médias, ce qui devait être une simple procédure formelle s'est transformé en un polar politique avec une victime de haut rang,. La sanction électorale ne se porte toutefois pas contre l'UDC en tant que parti, mais contre la personnalité de Christoph Blocher. Le politologue Pascal Sciarini voit deux raisons principales à cette non-réélection : d'une part, un réflexe de vengeance de la part d'une partie du Parlement fédéral envers un ministre n'ayant respecté ni le collège ni les institutions ; d'autre part, une volonté de montrer que les 70 % des parlementaires non-UDC existent (analyse également partagée par la WOZ).
Le rédacteur en chef de la NZZ considère toutefois le coup politique comme peu opportun (en allemand « unzimperlich unklug »). L'Agefi compare l'événement à un tremblement de terre, mais met en garde la Berne fédérale quant aux conséquences politiques et économiques de cette élection, facteur d'instabilité.

#### Responsabilités pour la non-réélection de Christoph Blocher
Plusieurs journaux reconnaissent un rôle substantiel à Andrea Hämmerle pour convaincre Eveline Widmer-Schlumpf,,, mais le Tages-Anzeiger, le Bund  et le Le Temps placent la conduite stratégique auprès d'un groupe composé de Christian Levrat, Alain Berset, Ursula Wyss et Andrea Hämmerle,,. Le Nouvelliste, journal valaisan, tresse les louanges de Christophe Darbellay, qu'il qualifie de « grand triomphateur » et excellant dans ses finalités florentines. La Liberté parle de « manœuvre fribourgo-valaisanne » (faisant référence à Urs Schwaller, Alain Berset et Christophe Darbellay).
Plusieurs journaux considèrent également le concours de plusieurs partis comme déterminant pour déloger le tribun zurichois, et tentent d'identifier les voix décisives du PDC et de certains radicaux hostiles à l'attitude de Christoph Blocher. La NZZ estime que ce sont les membres évangéliques et vert'libéraux du groupe CEg qui ont conduit le groupe à soutenir la conseillère d'État grisonne.

#### Eveline Widmer-Schlumpf comme conseillère fédérale élue
Certains journaux voient en Eveline Widmer-Schlumpf une défenseuse de la collégialité qui a une fine connaissance de ses dossiers (Le Matin se permet d'utiliser le terme de « bosseuse »), mais aussi « femme forte avec un faible soutien ». Selon la NZZ, la nouvelle conseillère fédérale grisonne peut compter sur les voix de la gauche pour la soutenir au cours de la législature qui vient de s'ouvrir.

## Conséquences

### Conséquences institutionnelles

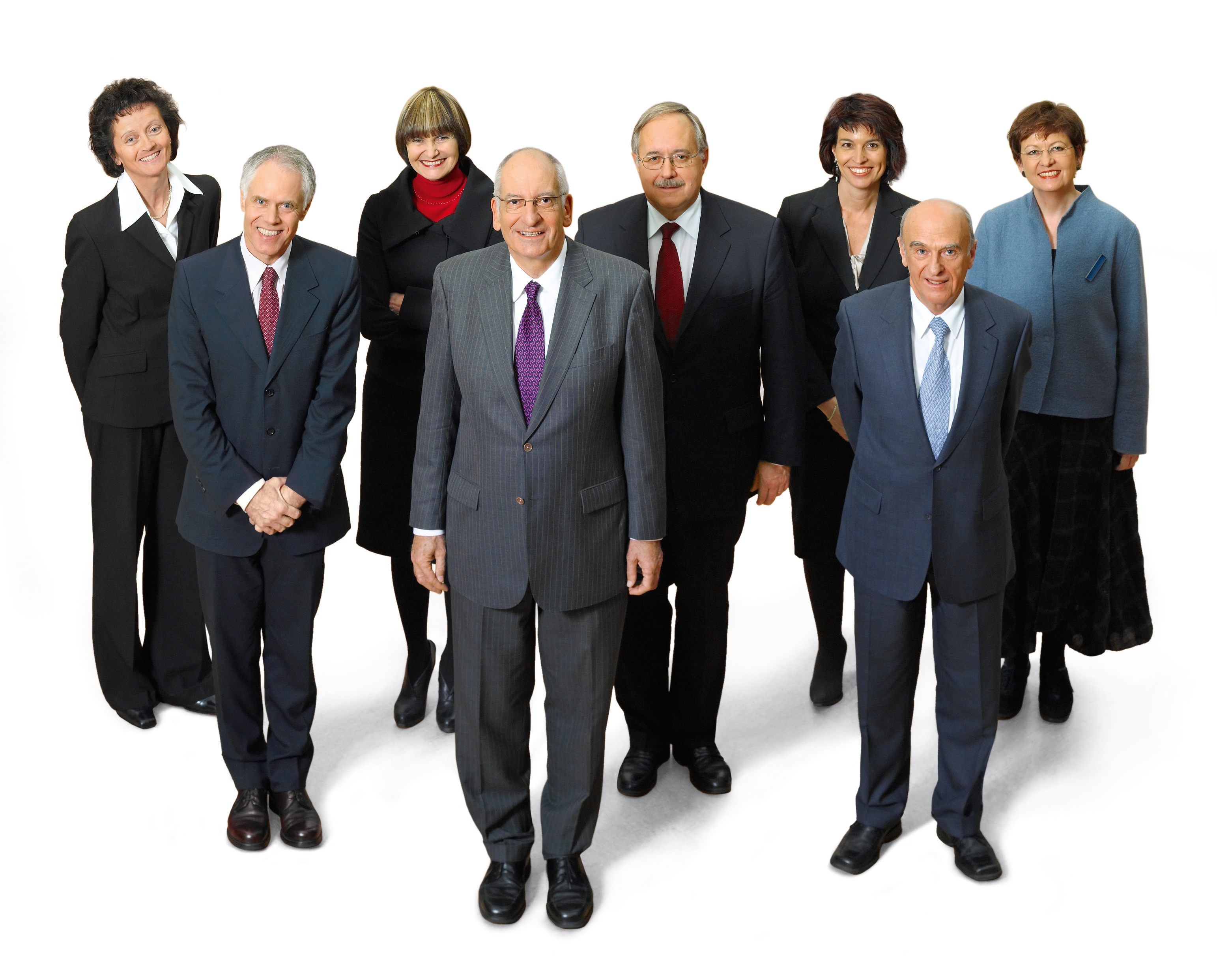
Photo officielle du Conseil fédéral pour 2008.

Malgré la tension entre les deux principaux protagonistes, la passation de pouvoir entre Christoph Blocher et Eveline Widmer-Schlumpf se déroule de manière ordonnée, et la conseillère fédérale grisonne prend la tête du Département fédéral de justice et police le 1er janvier 2008.

### Conséquences au sein de l'UDC
Christoph Blocher prend avec sa non-réélection le rôle du chef de l'opposition et veut mettre des bâtons dans les roues du Conseil fédéral en augmentant la pression sur ce dernier avec des initiatives populaires et des référendums. Cette attitude représente une rupture avec l'usage selon lequel un conseiller fédéral « disparaît de la scène politique » à la fin de son mandat.
Une discussion interne au sein de l'UDC zurichoise a lieu pour savoir si Christoph Blocher peut siéger de nouveau au Conseil national. Pour ce faire, il faudrait toutefois que les 23 candidats qui le précèdent sur la liste UDC renoncent à leur droit à siéger à la Chambre du peuple.
Comme mentionné, le groupe UDC refuse à Eveline Widmer-Schlumpf et à Samuel Schmid la possibilité de siéger dans leur groupe. En mars 2008, le nouveau président de l'UDC, Toni Brunner, indique dans le Bund qu'il ne croit pas que l'exclusion d'Eveline Widmer-Schlumpf soit la meilleure solution. Plusieurs auteurs considèrent que la diffusion du documentaire de Schweizer Fernsehen en avril 2008, constitue un tournant dans cette affaire. La direction du parti national fait alors pression sur l'UDC grisonne pour qu'elle exclue Eveline Widmer-Schlumpf du parti, considérant que cette dernière a comploté avec le PS pour se faire élire  L'UDC grisonne refuse toutefois d'obtempérer.

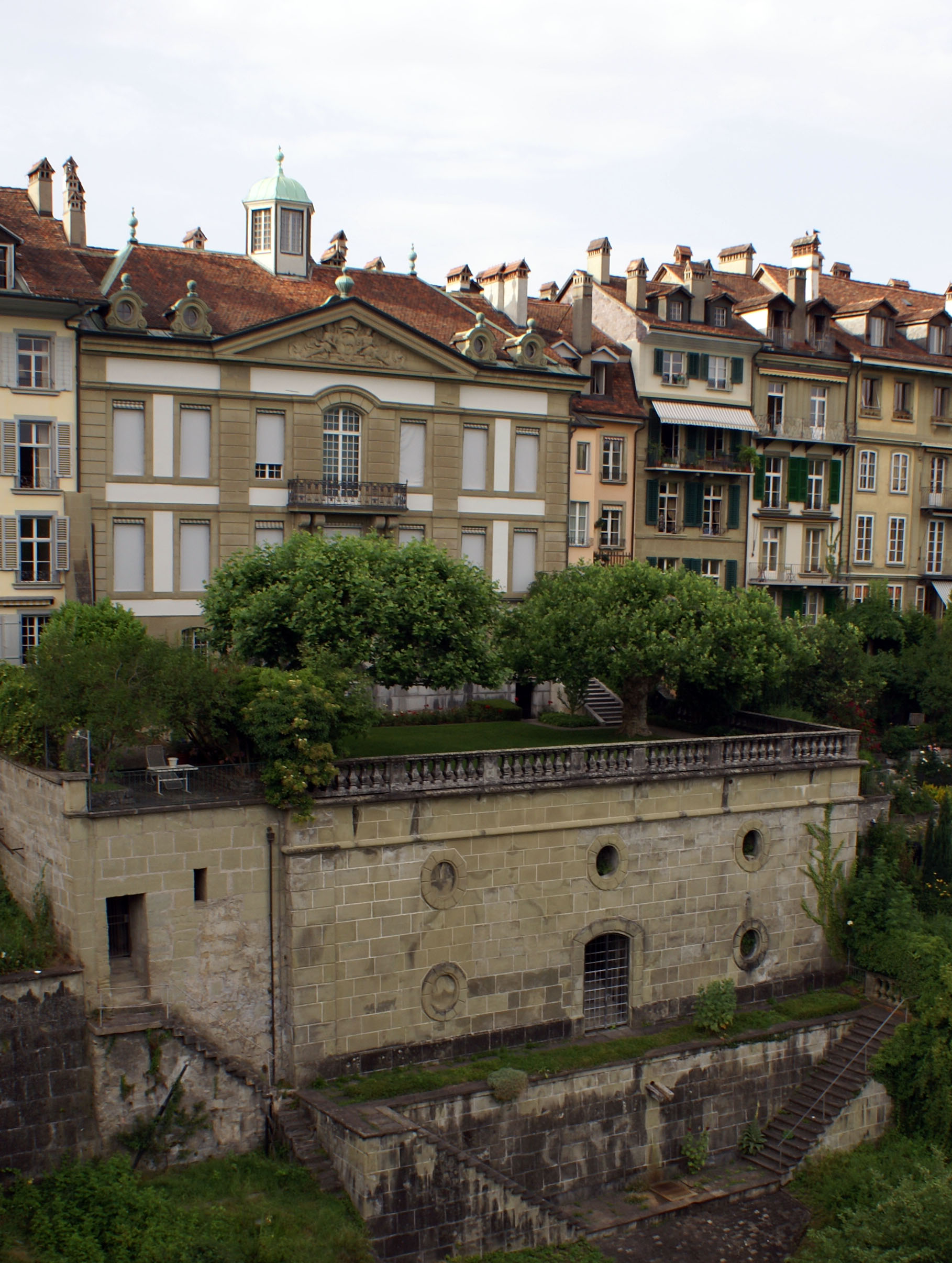
Maison de Wattenwyl (à Berne), où Eveline Widmer-Schlumpf reçoit un ultimatum par fax de la part de l'UDC.

Le 4 avril 2008, le comité central de l'UDC suisse envoie un fax à Eveline Widmer-Schlumpf, la sommant de démissionner de l'UDC. La Grisonne est alors en retraite avec le reste du Conseil fédéral à la Maison de Watteville, en vieille-ville de Berne. Le président de la Confédération, Pascal Couchepin, également récipiendaire du fax, décide d'interrompre la séance afin qu'Eveline Widmer-Schlumpf puisse passer quelques coups de téléphone.
Ne pouvant exclure Eveline Widmer-Schlumpf individuellement du parti, le comité de l'UDC suisse décide le 1er juin 2008, par 81 voix contre 5 (autrement dit, au-delà de la majorité nécessaire des deux-tiers prévue par les statuts du parti), d'exclure la section grisonne de l'UDC. Une nouvelle section de l'UDC grisonne est fondée le 19 juin 2008, plus fidèle à la ligne de l'UDC suisse.

Logo du Parti bourgeois-démocratique.

La section exclue devient par la suite le Parti bourgeois-démocratique, fondé à Glaris, le 1er novembre 2008 avec les sections de Berne et de Glaris de l'UDC et quelques membres individuels,.

### Conséquences sur la formule magique et la concordance
Au matin du 13 décembre (donc avant l'acceptation par Eveline Widmer-Schlumpf), le St. Galler Tagblatt considère que l'UDC, par sa nouvelle position de parti d'opposition, risque de fort mettre à mal la concordance. Cette analyse est réfutée par Philipp Stähelin, conseiller national démocrate-chrétien thurgovien, qui estime que les Verts portent plus atteinte à la concordance que l'UDC avec la candidature de Luc Recordon.
Selon La Liberté, Christoph Blocher est sacrifié sur l'autel de la concordance politique, après qu'il a lui-même sacrifié Ruth Metzler-Arnold sur le même autel en 2003. Urs Altermatt, dans un entretien à l'Aargauer Zeitung, va dans le même sens, parlant de suite logique au tabou brisé en 2003. Toujours selon l'historien du Conseil fédéral, la concordance n'est pas détruite par la non-réélection de Christoph Blocher, car elle l'est déjà à partir de 2003.

### Conséquences personnelles
Selon Esther Girsberger, l'acceptation de son élection apporte non seulement une charge de travail importante pour Eveline Widmer-Schlumpf, mais également une pression psychique. La Grisonne reçoit ainsi des lettres diffamatoires par poste, mais également des menaces de mort et un avis mortuaire à son nom.

## Ouvrages et documentaires
Les élections du Conseil fédéral de 2007 font l'objet de deux ouvrages et d'un documentaire de la télévision suisse alémanique.

### Die Abwahl
Un premier ouvrage est écrit par Andrea Hämmerle, conseiller national socialiste grison, publié en 2011. Andrea Hämmerle est vice-président du groupe socialiste de 2003 à 2008, et selon Urs Altermatt, il orchestre l'élection d'Eveline Widmer-Schlumpf à la place de Christoph Blocher. La Tribune de Genève va jusqu'à le qualifier de « comploteur en chef anti-Blocher ».
Dans cet ouvrage, Andrea Hämmerle défend la thèse selon laquelle Eveline Widmer-Schlumpf n'est pas préparée à son élection « surprise » au Conseil fédéral. La Südostschweiz ne le considère « ni comme un ouvrage écrit de manière scientifique, ni comme un règlement de comptes ou une glorification ». Le dernier chapitre de l'ouvrage est dédié au renouvellement intégral du Conseil fédéral de 2011, où Eveline Widmer-Schlumpf se présente pour sa réélection ; le Tages-Anzeiger y voit une forme de plaidoyer en faveur d'Eveline Widmer-Schlumpf. Andrea Hämmerle indique dans une interview donnée à la Berner Zeitung qu'il conçoit l'ouvrage comme une justification de l'élection de la Grisonne au Conseil fédéral.
Initialement tiré à 4 000 exemplaires, l'éditeur (Rüegger Verlag) annonce fin novembre 2011 un deuxième tirage de l'ouvrage ; il finit par atteindre la troisième place dans la liste des livres les mieux vendus tenue par le Schweizerischer Buchhändler- und Verlegerverband (la faîtière des librairies suisses alémaniques).

### L'Évasion de C. B.
Un second ouvrage est écrit sous le pseudonyme de Janus, dieu des portes et à deux visages. Le récit de L'Évasion de C. B. est un « mélange entre fiction et trame de réalité » (la non-réélection de Christoph Blocher), avec comme protagonistes C. B. (Christoph Blocher), Legebrot (Pascal Couchepin), Lelong (Christophe Darbellay), Stehpinkler (Oskar Freysinger), Langsamer (Moritz Leuenberger), Matter (Ueli Maurer), Nörgel (Christoph Mörgeli) et Basterre (Caspar Baader). Le livre est décrit par La Liberté comme un ouvrage de politique-fiction, par Le Temps comme un conte satirique avec des portraits au vitriol, par L'Hebdo comme un « roman à thèse » et par Jean-François Fournier, rédacteur en chef du Nouvelliste, d'« OVNI livresque ». Christophe Passer, rédacteur en chef de L'Illustré, est plus sévère et le décrit comme « un très mauvais livre ... juste de la littérature vexée ».
En 2013, l'ancien conseiller d'État et conseiller national UDC valaisan Oskar Freysinger admet avoir utilisé le pseudonyme de Janus, mais dans le cadre d'une autre publication (Canines en relation avec l'affaire Luca), publiée en 2010 par la maison d'édition Xenia (dirigée par Slobodan Despot), également éditrice de L'évasion de C. B.,.

### La Chute de Christoph Blocher
Schweizer Fernsehen produit et diffuse un documentaire télévisuel explorant la non-réélection de Christoph Blocher (intitulé Die Abwahl), diffusé quelques mois plus tard en français sur la Télévision suisse romande (sous le titre La Chute de Christoph Blocher).
Andrea Hämmerle considère ce documentaire comme « copieusement tendancieux ». Dans le reportage, Ursula Wyss indique qu'Andrea Hämmerle est en contact étroit et régulier avec Eveline Widmer-Schlumpf, de manière à la maintenir au courant, ce qu'Andrea Hämmerle réfute : selon lui, il a seulement quatre contacts téléphoniques avec la conseillère d'État grisonne. Il critique aussi l'attitude de Christoph Darbellay, ce dernier faisant mine d'avoir su dès le début qu'Eveline Widmer-Schlumpf aurait accepté son élection.
Selon certains auteurs, ce documentaire est l'élément déclencheur pour le changement d'attitude (d'hésitant à hostile) des cadres de l'UDC suisse envers Eveline Widmer-Schlumpf,.